# Solaris Trollino 12
| Solaris Trollino 12                                | Solaris Trollino 12 | Solaris Trollino 12 |
| -------------------------------------------------- | --- | --- |
|                                                    | | |
|                                                    | | |
|                                                    | | |
| Також називається                                  | Solaris T12 | Solaris T12 |
| Випуск, роки                                       | з 2001 | з 2001 |
| Завод-виробник                                     | Solaris Bus & Coach | Solaris Bus & Coach |
| Екземпляри, шт                                     | 289 | 289 |
| Подібні моделі                                     | Solaris Trollino 15, Solaris Urbino 12, Solaris Trollino 18 | Solaris Trollino 15, Solaris Urbino 12, Solaris Trollino 18 |
| Модифікації                                        | Ganz-Solaris Trollino 12, Solaris Trollino 12 DC, Solaris Trollino 12 AC, Solaris Trollino 12M | Ganz-Solaris Trollino 12, Solaris Trollino 12 DC, Solaris Trollino 12 AC, Solaris Trollino 12M |
| Характеристики маси                                | | |
| Споряджена маса, кг                                | 11440 | 11440 |
| Максимальна технічна маса, кг                      | 18000 | 18000 |
| Основні технічні характеристики                    | | |
| Довжина, мм                                        | 12000 | 12000 |
| Ширина, мм                                         | 2550 | 2550 |
| Висота, мм                                         | 2850-3490 (з кондиціонером) | 2850-3490 (з кондиціонером) |
| База, мм                                           | 5900 | 5900 |
| Передній звіс, мм                                  | {{{Передній звіс, мм}}} | {{{Передній звіс, мм}}} |
| Задній звіс, мм                                    | {{{Задній звіс, мм}}} | {{{Задній звіс, мм}}} |
| Місткість                                          | | |
| Сидячих місць, шт                                  | 25—34+1 (змінна комплектація) | 25—34+1 (змінна комплектація) |
| Стоячих місць, шт                                  | понад 60 | понад 60 |
| Нормальна місткість, чол                           | 105 | 105 |
| Повна місткість, чол                               | до 120 | до 120 |
| Низька підлога                                     | | |
| Низькопідлоговий                                   | так, повністю | так, повністю |
| Кількість дверей                                   | 3 | 3 |
| Формула дверей                                     | 2—2—2 1—2 2—2 1—2—2 | 2—2—2 1—2 2—2 1—2—2 |
| Висота підлоги при 1 дверях                        | 32 сантиметри | 32 сантиметри |
| Висота підлоги при 2 дверях                        | 34 сантиметри | 34 сантиметри |
| Висота підлоги при 3 дверях                        | 34—36 сантиметрів | 34—36 сантиметрів |
| Висота підлоги при 4 дверях                        | — | — |
| Силова установка                                   | | |
| Компонування двигуна                               | у задньому звисі (1 і 2 покоління) перед задньою віссю (деякі 3 покоління) | у задньому звисі (1 і 2 покоління) перед задньою віссю (деякі 3 покоління) |
| Двигун                                             | 1) постійного струму ELMOR DK210 A35/21 DC (110 kw) 2) змінного струму Pragoimex TAM 1009C (175 kw) 3) змінного струму EMIT STDa280-6B (175 kw) 4)змінного струму Škoda 4ML3444 K/4 (160 kw) 5) Ganz TTE (165 kw)                                                         | 1) постійного струму ELMOR DK210 A35/21 DC (110 kw) 2) змінного струму Pragoimex TAM 1009C (175 kw) 3) змінного струму EMIT STDa280-6B (175 kw) 4)змінного струму Škoda 4ML3444 K/4 (160 kw) 5) Ganz TTE (165 kw)                                                         |
| Потужність, кіловат                                | 100 кіловат | 100 кіловат |
| Робоча напруга, Вольт                              | 550—750 | 550—750 |
| Бортова напруга, Вольт                             | 24 | 24 |
| Система керування ТЕД                              | IGBT-транзисторна виробництва: 1) Ganz Transelectro (Угорщина, Будапешт) 2) Cegelec «TV Europulse» (для двигунів змінного струму)/ «TV Progress» (для двигунів постійного струму) (Чехія, Прага) 3) MEDCOM ANT 175—600 (Польща) 4) Skoda Bluedrive (Skoda Holding, Чехія) | IGBT-транзисторна виробництва: 1) Ganz Transelectro (Угорщина, Будапешт) 2) Cegelec «TV Europulse» (для двигунів змінного струму)/ «TV Progress» (для двигунів постійного струму) (Чехія, Прага) 3) MEDCOM ANT 175—600 (Польща) 4) Skoda Bluedrive (Skoda Holding, Чехія) |
| Максимальна швидкість, км/год                      | 65—80 (обмежувач) | 65—80 (обмежувач) |
| Автономний хід                                     | | |
| Акумуляторні батареї                               | опція | опція |
| Запас ходу, км                                     | 10 | 10 |
| Дизель-генератор                                   | опція | опція |
| Модель                                             | APU 100 Dipme (Kirsch Gmbh, Німеччина) | APU 100 Dipme (Kirsch Gmbh, Німеччина) |
| Потужність, кіловат                                | 100 кіловат | 100 кіловат |
| Максимальна швидкість у автономному режимі, км/год | {{{Максимальна швдикість у автономному режимі, км/год}}} | {{{Максимальна швдикість у автономному режимі, км/год}}} |
| Зручності                                          | | |
| ABS                                                | наявна | наявна |
| ASR                                                | наявна | наявна |
| ESP                                                | немає | немає |
| Кнілінг кузова                                     | наявний | наявний |
| В'їзд для інвалідів                                | наявний пандус | наявний пандус |
| Кондиціонер                                        | опція | опція |
| Клімат-контроль                                    | немає | немає |
| Інше                                               | | |
| Додаткові опції                                    | аудіо/відеосистема; кондиціонер; змінна комплектація сидінь; тощо (див. опис) | аудіо/відеосистема; кондиціонер; змінна комплектація сидінь; тощо (див. опис) |

Solaris Trollino 12 (Solaris T12) — 12-метровий низькопідлоговий тролейбус для міських перевезень, що серійно випускається з 2001 року польською автобусобудівною компанією Solaris Bus & Coach. Десять років виробництва дали такі основні переваги Solaris Trollino 12:
- надійність та довговічність конструкції, кузов зроблено з корозієстійких та неіржавких матеріалів, один з яких не піддається корозії;
- сучасний, особливий та примітний дизайн;
- повністю екологічно-чистий вид транспорту;
- уніфікація з лінійкою Solaris Urbino;
- повністю низькопідлоговий тролейбус;
- кнілінг кузова у базовій комплектації;
- можливість встановлення автоматичних струмоприймачів (однак штанговловлювачі не зникають);
- застосування передових технологій у електрообладнання, що дозволяє економити до 40 відсотків електроенергії, віддаючи її назад у контактну мережу (рекуперація);
- застосування багатьох якісних та перевірених європейських компонент;
- можливість руху поза контактною мережею за допомогою засобів автономного ходу;
- сучасний та комфортний для пасажирів пасажирський салон;
- присутність кондиціонерів у салоні у переважної більшості тролейбусів (у нового покоління наявні усі);
- можливість перевезення пасажирів у інвалідних візках, а також дітей у дитячих візках;
- двигун перед передньою віссю у 3 покоління виграє додаткове місце у задньому звисі;
- сучасне та примітне місце водія з можливістю встановлення суцільної, або неповної водійської перегородки;
- широкий вибір встановлення додаткового обладнання, наприклад, пропонуються аудіо- та відео-система.
- система автоматичної централізованої змазки Lincoln або Vogel;
- різноманітна змінна комплектація (див. опис)

## Історія і модифікації
Протягом виробництва, випущено 3 покоління тролейбусів, перше покоління мало назву Mk1 та випускалося з 2001 по 2002 роки. Особливістю цього покоління є те, що деякі тролейбуси мали недоробки та мали ТІСУ. Надалі недоробки було усунено, і тролейбуси стали комплектуватися IGBT-транзисторною системою керування та двигунами змінного струму. Друге покоління випускалося з 2002 по 2005 роки та мало назву Mk2. Третє покоління має назву Mk3 і випускається з 2006 року досі.
Solaris Trollino 12 оснований на низькопідлоговому автобусі Solaris Urbino 12, як і інші з ряду Trollino; Trollino 12 i Urbino 12 вони мають чимало конструктивних подібностей. Понад 500 випущених Solaris Trollino 12 знайшли застосування у багатьох великих містах країн Європи, таких як Угорщина, Чехія, Австрія, Польща, Литва, Німеччина, Естонія, Латвія, Швеція, Франція.
Окрім 12-метрового Solaris Trollino 12 фірма Solaris випускає і інші тролейбуси довжиною 14.6 і 18 метрів. Solaris Trollino 12 став базою для створення зчленованого тролейбуса Solaris Trollino 18, у 2003 році пішов у виробництво подовжений 14.6-метровий тривісний Solaris Trollino 15.
Solaris Trollino має декілька модифікацій:
- Ganz-Solaris Trollino 12 — з електрообладнанням Ganz Transelectro, Будапешт і двигуном Elmor DK-210 (110 kw), у задньому звисі.
- Solaris Trollino 12 DC — з двигуном постійного струму.
- Solaris Trollino 12 AC — з двигуном змінного струму.
- Solaris Trollino 12M — з двигуном змінного струму і системою керування MEDCOM (Польща)

Третє покоління тролейбусів передбачає встановлення дизель-генератора та має різне компонування двигуна: може бути перед задньою віссю, Solaris Trollino 12M найчастіше (Mk1 i Mk2 мали у задньому звисі); а електрообладнання забрано на дах, унаслідок чого зникає «шафа» у задньому звисі (двигун перебрався до підпілогового простору перед передньою віссю), і дещо збільшується місткість, хоча є і Тролліно 3 покоління з шафою та двигуном ззаду, і вони не рідкість.
На базі Solaris Trollino 12 виготовлено Skoda 26Tr Solaris (у його кузові), з електрообладнанням Skoda Electric.

## Описання моделі
Солярис Тролліно 12, або за його оригінальною назвою, Solaris Trollino 12 є тролейбусом, що випускається компанією Solaris Bus&Coach ще з 2001 року, і під час виробництва усувалися недоліки та покращувалися вже наявні переваги цього тролейбуса. Тролліно побудовано на його автобусному аналогові, Solaris Urbino 12, і ці машини мають чимало спільного у своїй конструкції, хоча з розвитком лінійки Trollino, наявні все більше розбіжностей у цих двох машинах; лінійка Solaris Trollino має три покоління тролейбусів, що випускаються заводом (дані по цих поколіннях дивіться вище); і має широкий спектр довжин тролейбусів, що випускаються компанію Solaris Bus&Coach окрім Тролліно-12 — Solaris Trollino 15 i Solaris Trollino 18. Solaris Trollino 12 є стандартним по довжині тролейбусом, що призначений працювати всередині міст з великим та напруженим пасажиропотоком, та перевозити великі маси пасажирів (не настільки великі, як потягне його довший брат Trollino 18), але достатні для своїх габаритів. Сам по собі, цей тролейбус є доволі крупним: довжина Тролліно 12 становить 12,00 метра; а його діаметр розвороту становить близько 21,4 метра, цей тролейбус стандартної «Європейської» довжини, що є вертким та мобільним у містах з вулицями будь-якого типу.
Кузов Тролліно 12 зроблено за схемою, аналогічною лінійці Solaris Urbino; тобто з модульною конструкцією кузова, що дозволяє розробляти тролейбуси широкого спектра довжин. Кузов тролейбуса виконано одноланковим, вагонного компонування; кузов у тролейбуса тримальний, основою якого є жорсткий каркас, на якій закріплюються усі важливі вузли та агрегати; однак кузов не є повністю безрамним: у нього інтегрується рама-ферма, яка виконує функцію зміцнення кузова. Як і у лінійки Solaris Urbino, матеріали, з яких виготовлено кузов є дуже корозієстійкими: каркас тролейбуса виконується з високоміцної неіржавкої сталі марки 1.4003, що являє собою сплав заліза з вуглецем, що в принципі має властивість іржавіти, однак набагато повільніше та менше, ніж звичайна сталь. Стійкість даного виду сталі досягається легуванням матеріалу, тобто певних домішок, на зразок хрому, молібдену, міді та інших хімічних елементів. Як обшивка кузова застосовується дюралюміній, міцний сплав алюмінію, що має властивість не іржавіти, лише окиснюватися; обшивка боковин та даху тролейбуса виконується з листів дюралюмінію. Передня та задня панелі тролейбуса виконано зі склопластику; на дахові тролейбуса поставлено пластикові фальшборти, що закривають електрообладнання «від ока»; такі фальшборти з'являються вже у другому поколінні Solaris Trollino 12 (і решти Тролліно також), вона наявні у більшості тролейбусів другого покоління Mk2 i у всіх Mk3.

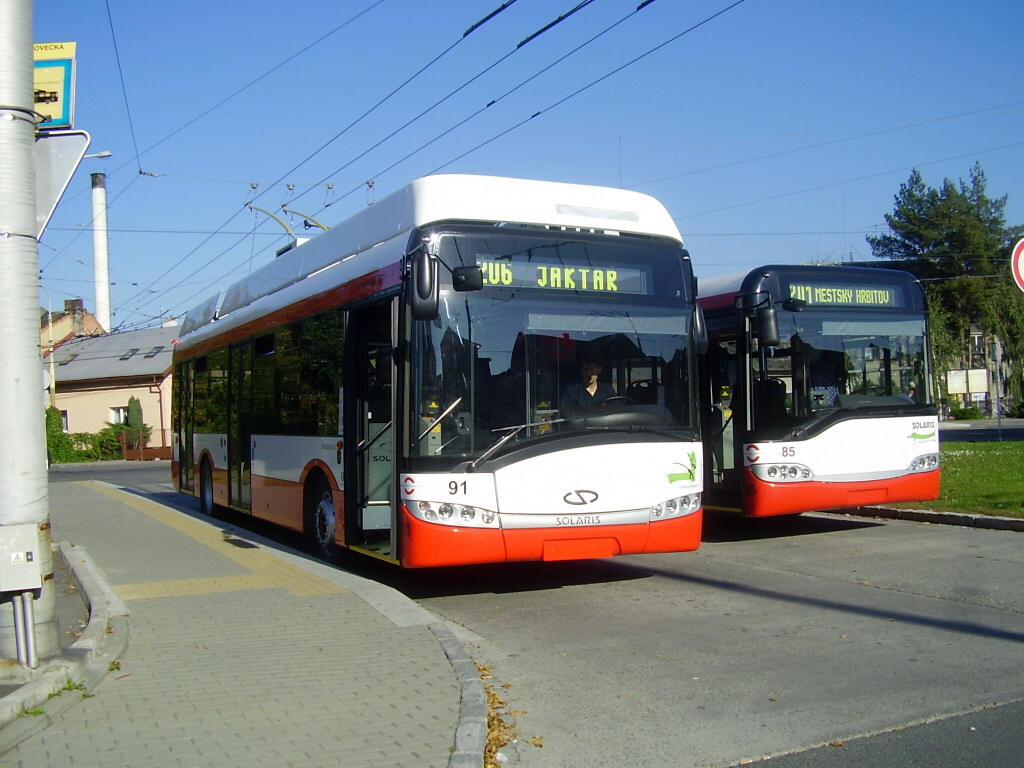
Solaris Trollino Mk3

Передок тролейбуса є практично аналогічним лінійці Solaris Urbino, на якій побудовано лінійку Тролліно; покоління можуть мати деякі відмінності у вигляді передка, переважно у вигляді надписів та емблем на ньому; личкування передка Тролліно 12 виготовлено зі склопластику. Передок Тролліно має декілька цікавих особливостей; лобове скло тролейбуса зготовлене з великого суцільного склопакету та вклеєне у вклеєне у каркас, що покращує його міцність та тривкість, сам склопакет є трішки загнутим по боках, і якщо дивитися на тролейбус у профіль, то вітрове скло і справді дещо вигнуте. На тролейбусі застосовано тришарове лобове скло-триплекс, тобто безскалкове, або безуламкове лобове скло. Сам по собі триплекс містить у собі три шари матеріалу, звідки і походить ця назва: два склопакети склеєно між собою за допомогою тонкого еластичного шару пластику (прозорого, звичайно), що є вклеєним між двома склопакетами, та має здатність утримувати уламки у випадку руйнування або пошкодження лобового скла. При ударі, що несе пошкодження триплексу, скло хоч і ламається, однак не розлітається, а лише може тріскатися, за рахунок того, що його утримує шар пластику, що знаходиться між двома склопакетами; розтріскане скло не випадає, не розлітається на дрібні друзки, і залишається у масі до повної заміни пошкодженого склопакету. Хоча триплекс міцно тримається, однак при сильному лобовому ударі він може і вибитися з віконної рами, однак усе одно не розкришиться та не розіб'ється, і буде лежати «листом». Завдяки тому, що при пошкодженні триплекс не утворює гострих уламків, це скло є часто названим «травмобезпечним», або ще простіше, «безпечним»; часто і бокові склопакети виконуються триплексом. Лобове скло зроблено панорамного типу, що забезпечує водієві хороший рівень контролю за ситуацією на дорозі; окрім звичайного суцільного лобового скла, у Тролліно 12 2-го і 3-го покоління буває і вітрове скло роздільного типу; при цьому склоочисники з суцільним лобовим склом виконано горизонтального типу, а з роздільним — паралелограмного типу; двірники оснащено великими полотно-насадками, що очищують максимально можливу поверхню лобового скла від бруду та опадів; склоочисники тролейбуса є тришвидкісними. Є і ще одна цікава деталь на лобовому склі — з правого боку є невеликий виріз, що зроблений з метою того, щоб водієві було краще видно дорогу та бордюр, коли тролейбус під'їжджатиме до зупинки.
Світлотехніка на передку тролейбуса представлена десятком симпатичних округлих фар, а також двома передніми габаритними вогнями. Цей десяток фар присутній на передках усіх Solaris Urbino та Тролліно, тільки у старших випусків можна помітити, що вони розміщені дещо інакше, однак десяток фар залишається при собі. Фари тролейбуса зроблено округлої форми, хоча вони маленькі за розміром, та достатньо потужні (наприклад, фари дальнього світла ще менші), і оснащені лінзами, з метою покращення їх далекоглядності. Фари ближнього світла зроблено більшими, ніж дальнього, хоча їх розмір не суттєво на це впливає. Бампер тролейбуса зроблено чітким, його виконано зі сталі та облицьовано шаром склопластику.; на бампері тролейбуса відведено спеціальне місце для державного номера Тролліно 12, однак не усі тролейбуси в Європі мають такі номери, багато з них мають лише бортові (паркові) номери, що можна побачити на передках, задній панелі, або на боковинах тролейбусів, а деякі мають і той, і інший номер. Емблема заводу-виробника на передку Соляриса Тролліно 12 також буває різною: стандартно, це сіра вивернута літера S, що знаходиться посередині передка, що є частіше усього присутньою на передках найновіших варіантів Тролліно 12; хоча у старших варіантів ця емблема буває відсутньою, а надпис SOLARIS, що свідчить про виробника, вказано у лівому куті передка (якщо дивитися з місця водія), а буває, що цих емблем немає; у екземплярах з електрообладнанням Ganz Transelectro (Угорщина) пишеться «Solaris», а під ним «Ganz».
На передку тролейбуса може бути ще присутніми декілька символів та емблем, деякі з них є характерними для Solaris Bus&Coach. Одним з таких є зелена такса, що прикрашає передки тролейбусів з лівого боку; ця весела такса називається Trollnik (від польського Jamnik — такса); її довге тіло позначує те, що тролейбус є достатньо довгим та повністю низькопідлоговим (на це вказують її короткі лапки). Такса має зелене забарвлення, що вказує на те, що цей транспорт є дружнім до екології, а цей у цьому випадку узагалі екологічно-чистим. У цієї такси є повідець, що символізує штангу тролейбуса (це відмінна риса Trollnik'а від звичайної такси на автобусах Urbino); окрім цього, такса позначує і підвищений рівень комфорту для пасажирів. Слід відзначити, що такса на передку найновіших варіантів відрізняється від старіших зразків: такса старого варіанту була впрофіль, та примітивніше намальована. Не у всіх Тролліно ця такса є на передку (хоча у більшості вони наклеєні), у деяких з електрообладнанням та двигуном Ganz ця такса також присутня. На передку тролейбуса окрім усього вищезгаданого можуть бути присутні ще кілька цікавих символів, що також показують переваги тролейбуса Solaris Trollino 12: іконка з людиною у інвалідному візку позначує те, що тролейбус адаптовано для перевезення неповносправних пасажирів у інвалідних візках, і тролейбус обладнано усім необхідним для цього; іконка з людиною з паличкою позначає те, що тролейбус є зручним для перевезення пенсіонерів та маломобільних людей.
Над лобовим склом тролейбуса розміщено передній рейсовказівник — з самого початку виробництва тролейбус комплектується електронними рейсовказівниками блінкерного типу виробництва Mobitec, чи інших фірм; дане табло має суцільний дисплей, що забезпечує гнучкість подачі інформації на ньому: інформація про маршрут може подаватися у одному, або у двох рядках, а також може рухатися у стилі «рухомого рядка»; можливі і інші цікаві функції у електронних рейсовказівників, наприклад, позначення спеціальними символами (навіть малюнками) про те, що тролейбус їде у парк, або стоїть на обіді. Є варіації інших рейсовказівників — окрім переднього, ще один може розміщуватися з правого боку: він може розташовуватися у салоні, або вмонтовуватися у боковину, на задньому звисі розміщено ще один невеликий рейсовказівник, що показує номер маршруту. Бокові дзеркала заднього виду тролейбуса зроблено сферичного типу, вони оснащені електропідігрівом, з метою унеможливлення їх обмерзання у холодну погоду, також бокові дзеркала заднього виду регулюються по куті та комплектуються антибліковим покриттям з метою унеможливлення появи бліків на них у сонячні дні.
Задня панель тролейбуса теж може мати деякі змінні компоненти, наприклад, повне або неповне заднє скло, це визначається наявністю контейнеру з електрообладнанням (не плутати з даховим контейнером) та двигуном з лівого боку у задньому звисі, що відділений від салону, і має вигляд великої тумби, або як це часто прозваний «шафа», «комод». Ця тумба є присутньою на більшій частині тролейбусів Solaris Trollino, однак деякі варіанти цієї тумби не мають, наприклад, один з варіантів виконання Solaris Trollino 12 Mk3; у цьому випадку усе електрообладнання винесено з шафи на дах, а двигун переміщено перед задньою віссю, однак є і варіанти Mk3 зі згаданою шафою. Отже моторний відсік тролейбуса частіше усього знаходиться у його задньому звисі з лівого боку, або перед передньою віссю також з лівого боку (біля цього місця у кузові є помітний люк, тому розташування мотора не тяжко визначити). Тролейбус Solaris Trollino 12 може комплектуватися цілою гаммою різноманітних двигунів змінного та постійного струму, так само як і те, що він може мати різну систему керування тяговим електродвигуном; Trollino комплектується такими двигунами: 1) постійного струму ELMOR DK210 A35/21 DC (110 kw); 2) змінного струму Pragoimex TAM 1009C (175 kw); 3) змінного струму EMIT STDa280-6B (175 kw); 4) змінного струму Škoda 4ML3444 K/4 (160 kw); 5) Ganz TTE (165 kw) — при тому, що ці двигуни змінного струму усі є асинхронними.
На тролейбусі застосовано передові технології системи керування тяговим електродвигуном, виконані на IGBT-транзисторах. Системи керування у Trollino також бувають вельми різними та від різних виробників Cegelec «TV Europulse»/ «TV Progress» (Чехія, Прага); MEDCOM ANT 175—600 (Польща); Skoda Bluedrive (Skoda Holding) і Ganz Transelectro, через різні системи керування Trollino 12 отримав різні модифікації, як Solaris Trollino 12M (система керування від Medcom, Польща) або Ganz-Solaris Trollino 12 (система керування від Ganz Transelectro, Угорщина). Система керування на базі IGBT-транзисторів, або IGBT-транзисторна СУ працює по принципу зміни частоти струму, що проходить через обмотки електродвигуна, що веде до зміни швидкості обертання ротора. Аби перетворити постійний струм з контактної мережі у перемінний, необхідний пристрій, що зветься інвертором. Відповідно команди інвертору віддаються спеціальним мікропроцесорним блоком, що керується командами водія, який визначає, що необхідно від транспортного засобу. Дана система керування є далеким нащадком достатньо енергозатратної реостатно-контакторної системи керування, виконаної на базі пускотормозних реостатів. IGBT-транзисторна система керування дозволяє зменшити енергоспоживання тролейбуса в середньому на 30—50 відсотків порівняно з РКСУ і приблизно 20 відсотків порівняно з ТІСУ. Дана система дозволяє легко застосувати рекуперативне гальмування тролейбуса, коли енергія під час гальмування перетворюється у електричний струм та повертається у його вигляді назад у контактну мережу.
Є у Тролліно 12 ще кілька інших цікавих особливостей, пов'язаних з електрообладнанням — струмоприймачі тролейбуса виготовлено чеською фірмою Lekov, при чому завод-виробник і тут демонструє гнучкість: система штанговловлювання може бути як механічною (вручну), або автоматичною, як альтернатива, при чому, коли струмоприймачі опускаються, то збоку висуваються спеціальні кронштейни фіксації штанг, що утримують штанги у прямому фіксованому положенні (опущеними). Завод-виробник пропонує і можливість автономного ходу тролейбуса, тобто рух поза контактною мережею. У Тролліно можуть встановлюватися акумуляторні батареї, що надають йому можливість декілька кілометрів пересуватися автономно, а запас ходу у тролейбуса є дуже порядним — 10 кілометрів. Є і ще один варіант автономного ходу: це 100-кіловатний дизель-генератор, фірми Kirsch Gmbh (Німеччина); дизель-генератор являє собою двигун внутрішнього згоряння з різницею того, що від наявності двох двигунів дуобусом не стає: адже у дизель-генератора немає окремої карданної передачі до задніх тягових коліс, і він відповідно приводить у дію електрогенератор, що вироблятиме електроенергію. Хоча цей тролейбус дуобусом не є (такі тролейбуси з дизель-генераторами часто звуться «тролейбусами з гібридними приводами»), свою функцію руху автономно виконає, тим більше, що він може зберегти нормальну транспортну швидкість та проїхати значно довше на дизель-генераторі, ніж на батареях, запас ходу яких 10 кілометрів. Варто зауважити, що вище описано усю можливу комплектацію, і далеко не усі тролейбуси цим комплектуються.
Ходова частина тролейбуса Тролліно 12 також виконана сучасно та з використанням передових, та перевірених європейських компонент. Тролейбус Solaris Trollino 12 зроблено двовісним, і він укомплектований мостами від німецької фірми ZF: ZF RL75EC, а задній ZF AV132: він є тяговим мостом; передня підвіска тролейбуса є незалежною пневматичною: переміщення одного колеса не впливає (практично не впливає на інше); задня підвіска є залежною пневматичною: тут колеса жорстко зв'язані і паралельні відносно одне одного (не враховуючи колісний розвал); задні колеса мають двоскатне шинування. Підвіска тролейбусів Solaris Trollino 12 оснащена електронною системою нахилу кузова ECAS, коли тролейбус може присідати на праві або ліві півосі, присідаючи буквально до рівня тротуару; це потрібно, наприклад, для безперешкодного в'їзду дитячих або інвалідних візків у салон (при тому, що наявна спеціальна відкидна апарель навпроти середніх дверей); тролейбус має властивість присідати як на ліві, так і на праві півосі (хоча зазвичай, потрібно присідати саме на праві). Також тролейбус має у наявності автоматичну централізовану систему змазки, принцип якої полягає у введенні мастила лише раз, а надалі воно вже автоматично поступає до деталей, що потребують змащення, при цьому ця система суттєво економить час, адже не потрібно вручну змащувати ці деталі окремо, дана система зроблено фірмами Lincoln або Vogel, Німеччина.
Гальмівна система тролейбуса представлена такими компонентами:
- робоче гальмо (гальмо, яке приводиться у дію водієм натиском на педаль гальма, сповільнення регулюється і від сили натиску на педаль) — пневматична, двоконтурна система (розбиття на контури по осі).
- стоянкова гальмівна система (це система для нерухомого утримання транспортного засобу під час зупинок, особливо актуальна на ухилах[3], зазвичай це ручний важіль) — представлена ручним важелем, що діє на гальмівні механізми тягового моста. Ручний важіль, щоправда невеликий і по формі більше схожий на джойстик.
- ABS — також у тролейбуса наявна антиблокувальна система ABS (Anti-lock Braking System). ABS забезпечує керованість автобуса під час різкого або екстреного гальмування.
- ASR — у тролейбуса наявна антибуксувальна система ASR (DTC), вона потрібна для зчеплення (колеса) з дорожньою поверхнею та унеможливлення буксування, наприклад, на слизьких поверхнях (лід, мокра дорога).
- електродинамічне гальмо — реостатне гальмування.

Тролліно має чимало цікавих особливостей і у своєму салоні, при чому опис усіх цікавих особливостей, пов'язаних з Тролліно 12 варто починати з дверей. Їх у Тролліно буває зазвичай три: двостулкові двері поворотно-зсувного типу; однак лінійка Тролліно і тут показує гнучкість: дверей може бути як три, так і дві, при чому вони можуть бути одностулковими (одні з них, див. технічні характеристики), однак найчастішим варіантом є три двостулкові двері; дані двері є поворотно-зсувного типу, та обладнано системою протизастику пасажирів — коли двері на щось натикаються, вони просто відійдуть на попередню позицію, навіть без команди водія, така система є досить доречною у годину-пік при інтенсивному пасажиропотоку. Окрім цього, є ще один цікавий елемент з дверима: якщо двері не закрито, тролейбус не зможе зрушити з місця, адже його рух буде блокуватися з відчиненими, або не до кінця зачиненими дверима. Окрім гнучкості у укладі дверей, передні двері можуть повністю віддаватися пасажирові, або може бути наявна перегородка кабіни водія, що повністю відмежована від салону та забирає передню стулку передніх дверей.
Тут вже варто зазначити, що тролейбус Solaris Trollino 12 є повністю низькопідлоговим, що надає йому чимало переваг, наприклад: швидкий пасажирообіг, можливість перевезення пасажирів-інвалідів, зручність для усіх пасажирів (особливо, для дітей та пенсіонерів), до того ж двері є широкими, і за потреби можна безперешкодно ввозити вантажі на колесах. Висота підлоги тролейбуса у передніх дверях становить 32, а у середніх та задніх дверях лише 34 сантиметри. Підвіска тролейбуса також оснащена системою нахилу кузова kneeling, що дає тролейбусу змогу присідати на 7 сантиметрів (вниз), буквально до рівня тротуару, на праві півосі і 6 вверх на ліві півосі.
Салон тролейбуса є також вельми цікавим і сучасним. Він є виконаним достатньо вдало для перевезення пасажирів з комфортом, з кожним новим поколінням його недоліки (наприклад, вузький прохід у задній частині салону) нівелювалися, і тролейбус отримував нові переваги свого салону. Обробку салону виконано у білих та сірих кольорах, зважаючи на невелику похмурість, вони навпаки «розслаблюють». Підлога салону виконана з бакелізованої фанери як її жорсткого покриття, з листів неслизького лінолеуму як м'якого покриття. Цей лінолеум може оздоблюватися декоративними блискітками, або просто залишатися світло-сірого кольору. Поручні тролейбуса виконуються з тонкої сталевої труби («тонкі» поручні), і обробляються полімерною фарбою, аби поручні не піддавалися корозії швидко; ця фарба є досить ефективною; у поручнів є також декілька цікавих особливостей, зроблених для комфорту пасажирів. Вертикальні поручні тролейбуса також виконано тонкими, та їх розташовано по усьому салоні, окрім накопичувального майданчика. Кріплення цих поручнів є різноманітним, адже вони можуть кріпитися знизу не тільки «традиційно» до підлоги, а і прямо до ручок сидячих місць, при чому це не зменшує їхньої жорсткості чи міцності кріплення, зверху ж вони кріпляться до стелі салону. Одною з цікавих особливостей цих поручнів є те, що труба, тобт цей же поручень, вигинається зверху, таким чином вертикальні поручні у тролейбуса зазвичай вигнуті (хоча бувають і звичайні, прямі); те, що вони вигнуті не варто вважати якимось дефектом — це просто такий дизайнерський елемент, присутній на багатьох сучасних автобусах та тролейбусах. Вже від першого покоління тролейбусів Солярис Тролліно 12 на вертикальних поручнях наявні спеціальні кнопки виклику до водія, що потрібні у разі необхідності зупинки на вимогу, що подають звуковий сигнал до кабіни водія, однак найновіше покоління пропонує і такі спеціальні клавіші, за допомогою яких можна відкрити двері зсередини (розміщено також на поручнях); з інших агрегатів на цих поручнях є ще електронні компостирувальні апарати. Вертикальні поручні скріплюються з поручнями горизонтального типу за допомогою кронштейнів (металевих або пластмасових), та скріплюються за допомогою болтів. Горизонтальні поручні розміщено майже впродовж усього салону (закінчуються тільки у задній частині салону), і оснащено спеціальними каучуковими ручками для більшої зручності (якщо для деяких пасажирів поручні будуть зависокими), хоча такими ручками обладнуються не усі тролейбуси Solaris Trollin 12. У салоні знаходяться ще декілька поручнів, наприклад один нижній горизонтальний на накопичувальному майданчику, ще один можу влаштовуватися у передній частині салону з правої сторони, він зроблений з поліуретану; поручні також мають різне забарвлення, частіше усього це або яскраво-жовтий колір, або «металевий». Слід відмітити і ще одну особливість нових Тролліно: біля дверей можуть розміщуватися дзеркала, за допомогою яких водій бачитиме, коли і як пасажири виходитимуть з салону, чи заходитимуть до салону — це замінює дорогу відеосистему, яка присутня на таких сучасних та дорогих тролейбусах, як Hess Swisstrolley 3, наприклад.
З сидіннями у Тролліно, особливо у нових варіантах пов'язано чимало цікавих речей. Сидіння у тролейбуса виконуються з напівм'яким покриттям, та роздільного типу. Сидіння для пасажирів мають повністю обшиту спинку та подушку сидінь, яка обшивається напівм'якою синтетичною тканиною, що переважно має синє забарвлення з невеликими білими або світлими цятками; хоча забарвлення може бути й іншим наприклад Ganz-Solaris Trollino 12 у Ландскроні мають зелене забарвлення сидінь (це видно по фотографіям цих тролейбусів), хоча синє забарвлення є фірмовим, тому воно присутнє практично на усіх цих тролейбусах; є ще одна цікава особливість у обшивки сидінь — їх виконано з негорючої тканини, що прозвана за свої властивості «антивандальною». Задня спинка сидіння і ручка для стоячих пасажирів виконано з пластмаси (переважно сірого кольору), до ручок деяких з сидінь прикріплено вертикальні поручні, хоча при цьому їх жорсткість не погіршується. Усі сидіння виконано роздільного типу, хоча їх встановлюють переважно попарно; у нових версіях Тролліно 12 почастішали сидіння відкидного типу, що являють собою сидіння, подібне на звичайне, однак при цьому у нього нерухома лише спинка, а подушка може відкидатися і складатися — це як цього пасажири забажають; таких сидінь у нових екземплярах Trollino 12 є зазвичай чотири, у Тролліно 18 таких більше (та і сам Solaris Trollino 18 більший). Метою застосування саме відкидних сидінь є можливість збільшення додаткового простору на накопичувальному майданчику (там збирається досить багато пасажирів — від цього він власне і прозваний «накопичувальним»), а також звільнення додаткового місця для утримання пасажира у інвалідному візку (а два відкидних сидіння у нових Trollino 12 розміщено прямо навпроти середніх дверей) — тому це забезпечує ще одну перевагу — коли немає габаритної речі на майданчику, сидіння можна розкласти, коли є — можна скласти і звільнити для неї місце. Є у сидінь у нових виконаннях Trollino ще одна особливість — на деяких з них встановлено відкидні пластмасові підлокітники для комфорту пасажирів. Немає у Тролліно і стандартної комплектації сидячих місць, їх може бути від 25 до 34, крім цього, може змінюватися і планування салону, яке дещо різниться у залежності від комплектації та обладнання (наприклад, у модифікації без мторної шахти ззаду є 5 сидінь, а у моді з шахтою лише 3). Що стосується загальної місткості тролейбуса, то нормальна місткість тролейбуса становить близько 85—100 чоловік, проте ця цифра може бути перевищеною у годину пік, до того ж на цифру місткості може вплинути і кількість сидячих місць у салоні. Про безпеку сидячих пасажирів тут також подбано: перед і за дверними відсіками встановлено спеціальні турнікети, які б могли захистити ноги пасажирів від затиску дверима при їх відкритті та закритті (хоча система протизатиску у цих тролейбусів також є).
Оскільки тролейбус Solaris Trollino 12 є низькопідлоговою машиною (повністю), він здатний перевозити інвалідів на візках, та обладнаний усім необхідним для цього: висота підлоги при середніх дверях становить лише 34 сантиметри, що втім недостатньо для безперешкодного потрапляння візка до салону, і для цього існує система кнілінгу, за рахунок якої тролейбус присяде на праві півосі на 7 сантиметрів; «щілина» щоправда залишається, а тому навпроти середніх дверей розміщено спеціальну так званий пандус, що слугує засобом для в'їзду візків у салон, рампа має розміри 100×90 сантиметрів, розкладається та складається вручну. Місце для інвалідного візка облаштовано прямо навпроти середніх дверей на спеціальному накопичувальному майданчику, тут же є спеціальний турнікет, що часто плутається з відкидним сидінням для інвалідів або будь-кого іншого — цей турнікет також оббитий синтетичною тканиною і ззовні схожий на звичайне сидіння, тільки без подушки: це є своєрідним кріпленням для інвалідного візка (його потрібно закріпити до кронштейнів, підвізши візок спинкою); як правило у нових екземплярів Mk3 ще наявні ремені безпеки, а також кнопка виклику водія у разі потреби. Слід зауважити, що накопичувальний майданчик вдало продумано, оскільки тут можуть бути і відкидні сидіння, коли немає предметів, для яких необхідно звільнити місце. Завдяки низькій підлозі тролейбус може перевозити і дитячі візки, а також будь-які інші речі (і на колесах теж), які б могли поміститися у салон.
Є у Тролліно 12 і чимало інших цікавих особливостей. Бокові вікна тролейбуса для комфорту його пасажирів зроблено панорамними, і тонованими, вони також є безуламковими. У Тролліно непогана система вентиляції, що включає у себе декілька додаткових або альтернативних варіантів виконання: у тролейбуса на бокових вікнах присутні відкидні кватирки, окрім цього, у салоні наявні два електричних вентилятори; далі — більше та краще: у тролейбуса присутні два люки, влаштовані на стелі салону; у них є кілька цікавих особливостей: по-перше, вони відкриваються автоматично, водій відкриває ці люки, натиснувши на клавішу на приладовій панелі; по-друге, у найновішого покоління Trollino 12 ці люки зроблено прозорими, які забезпечують салонові додаткове освітлення та є своєрідними вікнами; серед додаткових можливостей є і встановлення кондиціонера у салоні. Система опалення у салоні представлена (стандартно) 4 одношвидкісними конвекторами, хоча може встановлюватися три двошвидкісних водяні конвектори, що діють завдяки нагріванню води у спеціальному котлі. У салоні може встановлюватися і інше обладнання: біля перегородки водія може влаштовуватися електронне табло у вигляді «рухомого рядка», що інформуватиме пасажирів про час, дату та рейс Trollino 12, іншою опцією є встановлення відеосистеми, та навіть камер спостереження. Дуже часто у Solaris Trollino буває автоінформатор, що оголошує зупинки, перевага автоінформатора у тому, що водієві не доведеться надривати голос для оголошення зупинки, а лише натиснути на клавішу для подання звукового сигналу; тому якість викладу даних буде постійною, і не залежатиме від ораторських якостей водія.
Кабіна водія тролейбуса Solaris Trollino 12 також може мати деякі відмінності: вона виконується або напіввідкритого, або закритого типу з загнутою перегородкою, що дозволяє водночас залишити кабіну водія достатньо просторою, і залишити обидві стулки передніх дверей для входу пасажирів. Це є великим плюсом: завдяки «урізаній» кабіні дещо збільшується місткість тролейбуса, і практично нівелюється накопичення пасажирів на передньому майданчику через перегородку, створюється більше простору. Сама приладова панель, а також місце водія є практично ідентичними до Solaris Urbino, і це непогано, оскільки у цих автобусів приладові панелі та місце водія зроблено добре; Тролліно однак є тролейбусом, а тому має декілька відмінностей. Приладова панель тролейбуса зроблена з твердої пластмаси світлосірого або темносірого кольору, та зроблена у вигляді напівкругу, що дає швидкий та зручний доступ до усіх необхідних клавіш на приладовій панелі; цей приладовий щиток, до речі, німецький — його зроблено німецькою фірмою VDO. Слід відмітити цікаву деталь: приладова панель може регулюватися по куті нахилу водієм, як це йому буде зручно; це ж стосується і кермової колонки. Клавіші на приладовій панелі зроблено з пластмаси (рідко коли вони не робляться з пластмаси) та великого розміру, на них є позначки з намальованими функціями, що ці функції виконують. З правої частини приладової панелі розміщено 3 кнопки, що мають надписи «D» «N» «R» — це часто плутається з керуванням АКПП у автобуса, хоча це насправді є лише вибір можливості ходу вперед (D, Direct, вперед) і (R, Reverse, назад), N — нейтральна передача. Окрім цього у цій же частині наявні кнопки відкриття та закриття дверей, та деякі інші функції. З правої частини приладової панелі прикручено апарат (сірого або білого кольору), що відповідає за показ на рейсовказівниках, також там розміщено клавіші для керування табло та його перелаштуванням (наприклад, щоб табло показувало час або працювало у режимі рухомого рядка). На лівій частині приладової панелі розміщено клавіші включення ABS, ASR, регулювання потужності габаритних вогнів та фар, крім цього там наявні клавіші включення внутрішньої світлотехніки у тролейбусі (тобто, освітлення у салоні), і на місці водія також; там розміщено кнопки включення конвекторів та вентиляторів (можливо, і кондиціонера); також там розміщено один вентиляційний отвір. Панель з показниковими приладами розміщено посередині приладового щитка, показникові прилади також виконано німецькою фірмою VDO; прилади у тролейбуса виконано щоправда цілком по-іншому, ніж у автобусів Урбіно: зі стрілкою тут лишається тільки спідометр, усе ж решта є тепер цифровим; спідометр тролейбуса виконується з великим циферблатом та розцифрований до 80 км/год (а більше тролейбусові і не потрібно, ти більше, що у місті таку швидкість не дозволено, і максимальна швидкість тролейбуса аж ніяк не більша за цю відмітку — швидкість тролейбуса становить 65—70—80 кілометрів на годину, при чому у нього як правило присутній і електронний обмежувач максимальної швидкості руху, як правило не більше за 60—70 км/год). А ось інші стрілкові прилади замінено електронними, справа від спідометра розміщено спеціальне табло: це, так звана мультиплексна шина, що стежить за усіма неполадками та «подіями» у тролейбусі та миттєво видає сигнал про це, наприклад, там є малюнок з автобусом, де показано які двері не закрито; ця ж шина дає інформацію про неполадки та причини відмови або поломки — уся ця хитра система виготовлена CAN-Bus; при чому ці хитрі системи стають усе більше розповсюдженими у сучасних тролейбусах та автобусах, і у Солярисах так само. Є і ще одне табло по центру, якому відведено інші функції, на нього «покладено» блок з індикаторами.
Як вже згадувалося, кермо може регулюватися по куті нахилу, як і приладовий щиток. Кермовий механізм тролейбуса зроблено німецькою фірмою ZF, кермова колонка оснащені гідропідсилювачем, що значно полегшує керування транспортним засобом; на кермі вибито «Solaris», що вказує на виробника цього тролейбуса. Проблема підкермових важелів вирішена об'єднання їх у один мультиважіль, що влаштовано у кермову колонку, у нього є функції:
- подання звукового сигналу (кнопка на ньому збоку);
- показання поворотів (вверх—вниз, направо/наліво)
- включення та виключення склоочисників у різних режимах;

Крісло водія зроблено м'яким та комфортним, воно обшите синтетичною тканиною, колір та виконання у цього — змінний. Опалення у кабіні водія відбувається за допомогою конвектора, а вентиляція завдяки зсувній кватирці, одному електричному вентилятору та можливому окремому кондиціонеру. У кабіні водія міститися аптечка, вогнегасник та дзеркало огляду салону (при чому нетипової, цілком округлої форми).

## Характеристика моделі Solaris Trollino 12

### Переваги моделі
Solaris Trollino 12 є екологічно чистим транспортом великого класу, тому праця такого транспортного засобу є великою перевагою для міст, у яких працюють такі тролейбуси. Тролейбус виготовляється з тримальним кузовом, а каркас тролейбуса виготовляється з неіржавкої сталі марки 1.4003 з повною антикорозійною обробкою, а обшивка виконується з листового дюралюмінію, який сам по собі не іржавіє, таким чином строк служби кузова складає не менше аніж 15—20 років. Окрім кузова, застосовується чимало якісних, перевірених та сучасних європейських компонентів, до того ж різноманітними альтернативними можливостями (детальніше у описанні моделі). Електричний двигун, система керуванням ним виготовлено провідними фірмами у галузі електротехніки (Pragoimex, Skoda Electric, Cegelec тощо) та з застосуванням СУ на IGBT-транзисторах, що суттєво зменшує поглинання тролейбусом електроенергії за рахунок рекуперації електроенергії при гальмуванні.
Окрім цього, тролейбус має примітний та сучасний дизайн, котрий дещо змінювався з поколіннями. Trollino 12 — сучасна європейська машина, з міцною конструкцією, електронними рейсовказівниками, оснащена сучасними компонент, ABS i ASR, повністю низькопідлогова та має можливість кнілінгу кузова. Серед зручностей пасажирів варто відмітити м'які пасажирські місця, повністю низький рівень підлоги «від краю до краю». У тролейбуса непогана система вентиляції та опалення, до якої додається можливість встановлення кондиціонера та додаткових конвекторів у салоні. У салоні можливе і встановлення різноманітного додаткового обладнанням, наприклад, відкидних крісел або відеосистеми, кондиціонера а також можлива варіація з планування салону. Апарель для в'їзду інвалідних візків у цих тролейбусів наявна від найпершого покоління.
Великою перевагою тролейбуса є підвищений рівень безпеки у усіх компонентах, від герметизованого комплекту електроустаткування до системи протизатиску пасажирів та «повітряного ключа». Іншою перевагою його електричного оснащення є можливість рухатися автономно без з'єднання з контактною мережею за допомогою акумуляторних батарей на відстань до 10 кілометрів, ці акумуляторні батареї виготовлено NiMH. До того ж, у тролейбуса передбачається автономний хід на базі гібридного привода фірми Kirsch Gmbh, встановка «дизеля» передбачена у 3-го покоління Solaris Trollino 12.
Є у тролейбуса і багато інших цікавих особливостей, охоплених у описанні моделі Trollino 12. До іншого можна віднести вибір альтернативних опцій, досить велика кількість модифікацій а також встановлення різноманітного додаткового обладнання.

### Альтернативні можливості/додаткові опції
Solaris Trollino 12 представляє чималий вибір альтернативних варіантів компонентів його конструкції та також декілька додаткових можливостей:
- передній осі ZF RL75EC (стандартній) існує альтернативна заміна ZF RL85A
- система автоматичної централізованої змазки фірми Vogel або Lincoln.
- можливість застосування автоматичних струмоприймачів, які знімаються з контактної мережі дистанційно (струмоприймачі фірми Lekov, Чехія)
- можливість зміни формули дверей (детальніше про це у описанні і у технічній характеристиці)
- замість звичайної системи опалення (див. описання моделі) можна встановити 3 двошвидкісні конвектори а також конвектор TJ40.3 потужністю у 40 кіловат.
- встановлення кондиціонера у салоні (зазвичай, починаючи з другого покоління, у третього обладнано ними переважно усі).
- акумуляторні батареї для автономного ходу, NiMH (встановлені у більшості моделей; запас ходу — 10 кілометрів) а також дизель-генераторна установка у Mk3.
- від 25 до 34 сидінь залежно від спорядження, різноманітне планування салону, можливість встановлення відкидних сидінь (Mk3)
- аудіо і відео-система.

## Технічні характеристики
| Solaris Trollino 12                                   | Solaris Trollino 12 |
| ----------------------------------------------------- | --- |
| Загальні дані                                         | |
| Модель                                                | Solaris Trollino 12 |
| Клас                                                  | міський тролейбус |
| Виробник                                              | Solaris Bus&Coach |
| Лінійка                                               | Solaris Trollino |
| Випускається з                                        | 2001 рік |
| Покоління                                             | Mk1 (2001—2002) Mk2 (2002—2005) Mk3 (2006—) |
| Модифікації                                           | Solaris Trollino 12M, Solaris Trollino 12DC, Solaris Trollino 12AC, Ganz-Solaris Trollino 12 |
| Кузов                                                 | |
| Кузов (загальне описання)                             | тримальний інтегрований з рамою-фермою, вагонного компонування |
| Каркас кузова                                         | виготовлено з труб з високоміцної неіржавкої сталі марки 1.4003 з повною антикорозійною обробкою |
| Обшивка кузова                                        | боковини і дах виготовлено з дюралюмінієвих панелей також з повною антикорозійною обробкою |
| Ресурс кузова, років, не менше                        | 15,20 |
| Передок та задок (обшивка)                            | виготовлено зі склопластикової панелі |
| Габаритні розміри                                     | |
| Довжина, мм                                           | 12000 |
| Ширина, мм                                            | 2550 |
| Висота, мм                                            | 2850 (по даху) 3490 (зі встановленням кондиціонера) |
| Передній звис, мм                                     | 2700 |
| Задній звис, мм                                       | 3400 |
| Розворотний діаметр, не менше                         | 21,4 |
| Відповідно радіус розвороту, не менше                 | 10,7 |
| Колісна база, мм                                      | 5900 |
| Дорожній просвіт, мм                                  | 140 |
| Кут з'їзду, виїзду, °                                 | 7/7 |
| Споряджена маса, кг                                   | 11440 |
| Повна маса, кг                                        | 18000 |
| Елементи ззовні                                       | |
| Світлотехніка (передок)                               | представлена округлими 10 фарами та 2 габаритними вогнями |
| Бампер                                                | заварний, чіткоокреслений, виконано зі сталі та облицьовано склопластиком |
| Лобове скло                                           | панорамного типу, виконується суцільним або розділеним, тришаровий триплекс, безуламкове |
| Склоочисники                                          | паралелограмного типу або горизонтального типу, 3-швидкісні |
| Склоомивачі                                           | у наявності |
| Бокові дзеркала заднього виду                         | сферичного типу з електропідігрівом, антибліковим покриттям та можливістю регулювання куту нахилу |
| Маршрутовказівники                                    | електронні табло блінкерного типу з суцільним дисплеєм з різними функціями (детальніше у описанні моделі) від Mobitec або інших компаній |
| Розташування мотовідсіку двигуна                      | у задньому звисі або перед задньою віссю (деякі Mk3) |
| Колеса і шини                                         | 275/70R×22.5 (з бездисковою конструкцією); 4×2 |
| Осі, штук                                             | 2 (4×2) |
| Шасі                                                  | |
| Мости                                                 | 2, тяговий міст задній, мости виконано фірмою ZF, Німеччина |
| Передня вісь                                          | ZF RL 75 EC (стандартна) ZF RL 85 A (альтернатива) |
| Задня вісь, модель                                    | ZF AV 132 |
| Система автоматичної централізованої змазки           | густе мастило (стандарте) напіврідке Vogel KFBS1 (альтернатива) виготовлена фірмами Vogel або Lincoln, Німеччина |
| Робоче гальмо                                         | пневматичне двоконтурне |
| Ручне гальмо                                          | ручний важіль-джойстик |
| Додаткове гальмо                                      | реостатне |
| ABS                                                   | наявна |
| ASR                                                   | наявна |
| Передня підвіска                                      | незалежна пневматична |
| Задня підвіска                                        | залежна пневматична |
| Салон                                                 | |
| Кількість дверей і тип                                | 2/3 одно/двостулкові (задні можливі одностулкові) поворотно-зсувного типу |
| Можливі варіанти формули дверей                       | 1-2 2-2 1-2-2 2-2-2 |
| Аварійне відкриття дверей                             | кнопки біля дверей ззовні і на поручні зсередини (опція) |
| Висота підлоги салону над дорогою, см                 | 32 (передній) 34 (задній) (без кнілінгу) |
| Кнілінг кузова                                        | так |
| Кнілінг на,                                           | 7 см униз ; 6 см уверх |
| Пандус для в'їзду інвалідних візків                   | відкидна рампа, відсувається і зсувається механічно (площа 100×905, см) |
| Розташування пандуса                                  | 2 (середні) двері |
| Поручні                                               | з тонкої сталевої труби, оброблено полімерною фарбою, мають різноманітне обладнання на них |
| Сидіння                                               | м'які, роздільного типу, можливі відкидні сидіння (2—6 штук) |
| Кількість сидінь                                      | 25—34+1 (залежно від замовлення та встановлення іншого обладнання)+відкидні сидіння |
| Висота салону, см                                     | 237 сантиметрів |
| Система компостування квитків                         | електронні апарати на поручнях |
| Освітлення у салоні                                   | плафонові світильники на даху |
| Вентиляція у салоні                                   | представлена двома двошвидкісними вентиляторами, автоматичними люками та відкидними кватирками, можливий кондиціонер. |
| Бокові вікна                                          | тоновані чорним відтінком, безуламкові |
| Опалення у салоні                                     | за допомогою 4 спеціальних одношвидкісних повітряних конвекторів 40-кіловатний водяний конвектор TJ40.3 (додаткова опція) 3 2-швидкісні конвектори (опція) |
| Додаткова система підігріву                           | конвектор TJ40.3 (40 кіловат) |
| Пасажиромісткість салону, чол                         | 100—120 |
| Аудіосистема                                          | автоінформатор, опція |
| Відеосистема                                          | опція |
| Кондиціонер                                           | опція |
| Місце водія                                           | |
| Кабіна водія                                          | відокремлена перегородкою від салону (повною або неповною) |
| Підсвітка у кабіні                                    | кожен з показникових приладів і один плафоновий світильник |
| Вентиляція у кабіні                                   | через вентилятор і зсувну кватирку |
| Крісло водія                                          | м'яке з підресорами; регулюється у глибину і висоту |
| Приладова панель                                      | у формі напівкруга з твердого пластику |
| Кермова система                                       | ZF 8098 Servocom |
| Педалі                                                | 2 керівні педалі |
| Мультиплексна шина                                    | CAN-bus |
| Діагностична система виявлення поломок                | |
| Двигун і динамічні характеристики                     | |
| Тип двигуна                                           | асинхронний двигун змінного струму/ або двигун постійного струму |
| Марка двигуна (для конкретно усіх модифікацій)        | 1) постійного струму ELMOR DK210 A35/21 DC (110 kw) 2) змінного струму Pragoimex TAM 1009C (175 kw) 3) змінного струму EMIT STDa280-6B (175 kw) 4)змінного струму Škoda 4ML3444 K/4 (160 kw) 5) Ganz TTE (165 kw)                                                  |
| Максимальна швидкість руху, км/год                    | 65—80 (обмежувач) |
| Система керування                                     | ТРСУ на базі IGBT-транзисторів, з рекуперацією |
| Тип системи керування                                 | IGBT-транзисторна виробництва: 1) Ganz Transelectro (Угорщина, Будапешт) 2) Cegelec «TV Europulse» (для двигунів змінного струму)/ «TV Progress» (для двигунів постійного струму) (Чехія, Прага) 3) MEDCOM ANT 175—600 (Польща) 4) Skoda Bluedrive (Skoda Holding) |
| Струмоприймачі                                        | фірми Lekov, Чехія |
| Система штанговловлювання                             | механічна (вручну) або автоматично — додаткова опція |
| Чи може їхати автономно?                              | так (опція) |
| Автономний хід (1)                                    | на акумуляторних батареях NiMH (опція) |
| Яку відстань може проїхати на акумуляторних батареях? | до 10 кілометрів |
| Дизель-генератор                                      | опція |
| Модель дизель-генератора                              | APU 100 Dipme, виробництва Kirsch Gmbh, Німеччина |
| Напруга на струмоприймачах, Вольт                     | 550—600 |
| Бортова напруга, Вольт                                | 24 Вольт |
| Ізоляція комплекту тягового електроустаткування       | повне герметизування |

## Фотографії

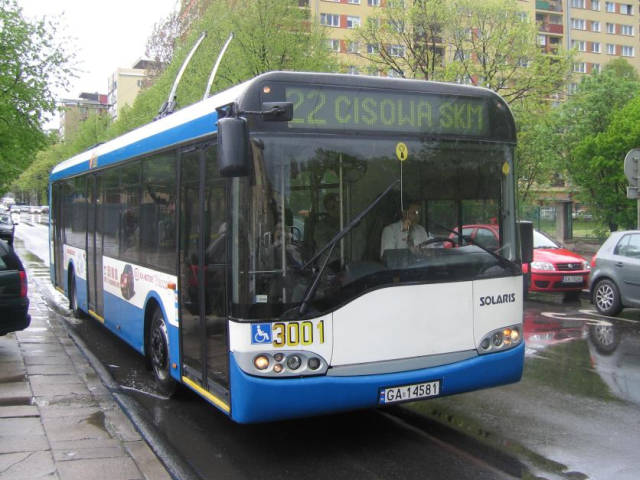
Найперший прототип Trollino 12 (2001)
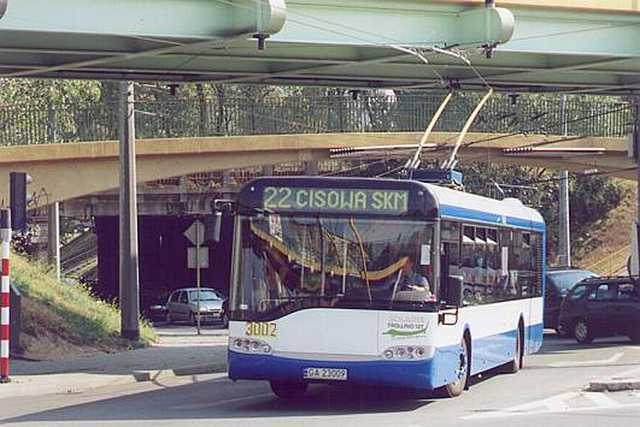
У Гдині (Польща), 2001
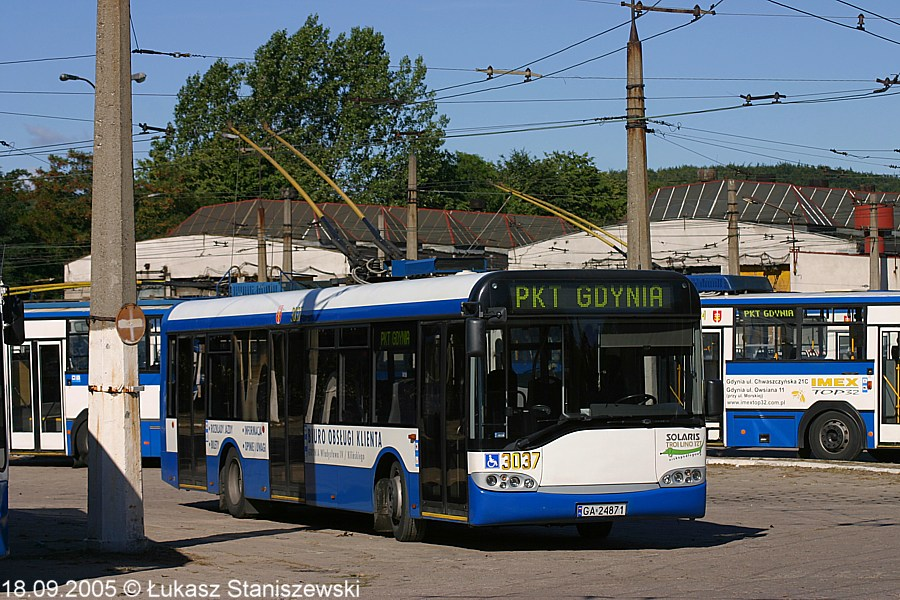
У Гдині, 2001
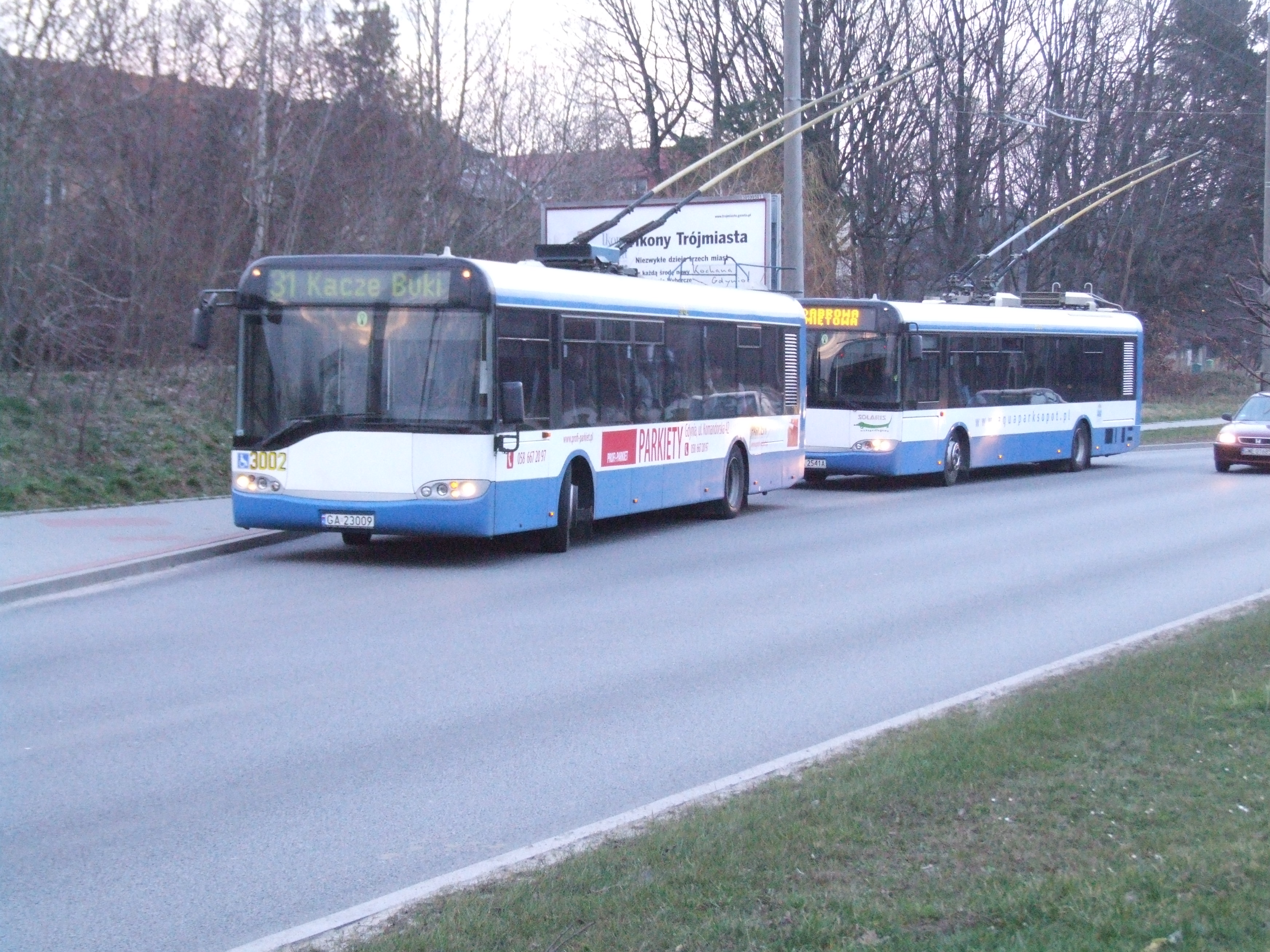
У Гдині, 2001
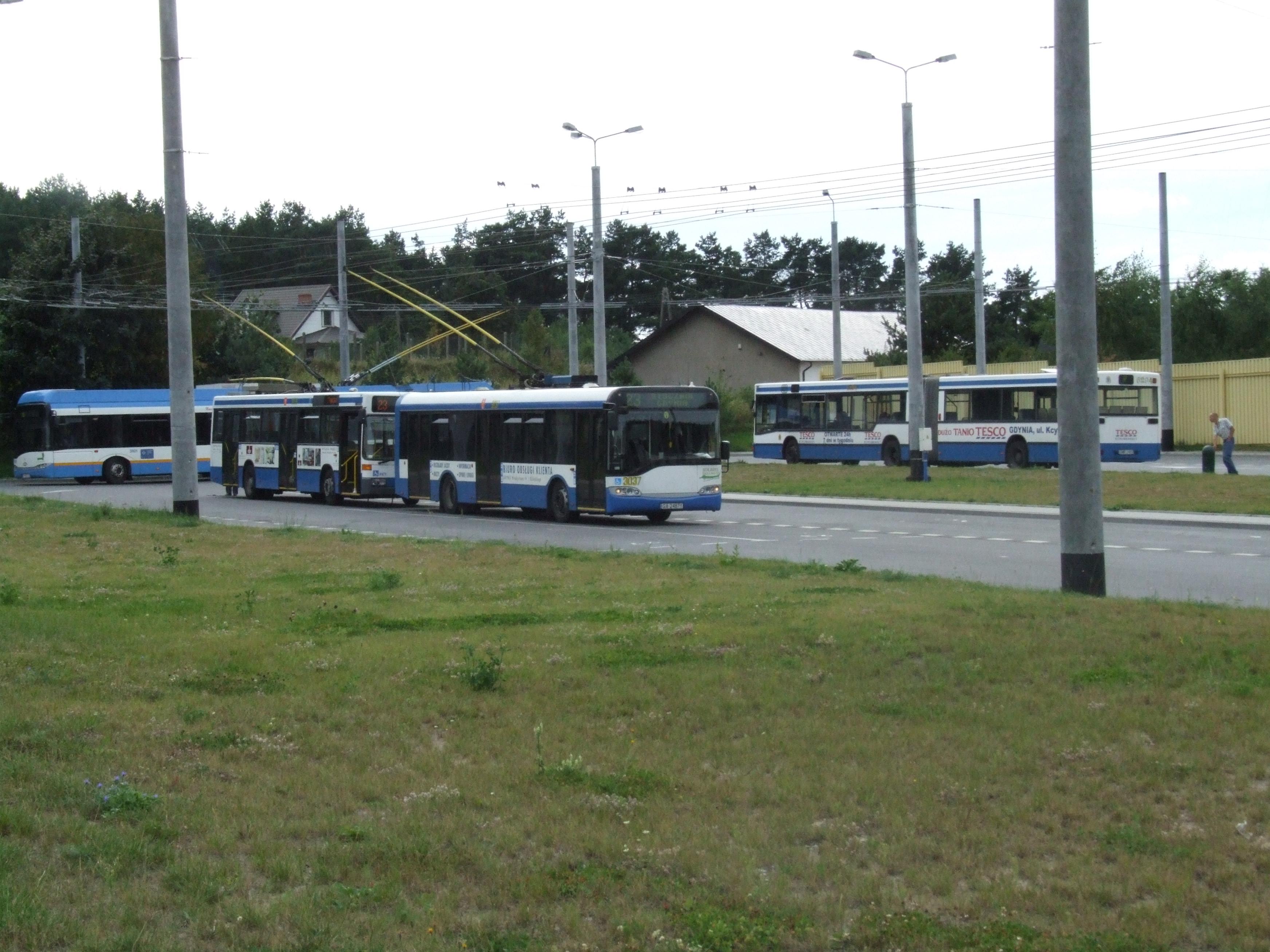
У Гдині, 2001
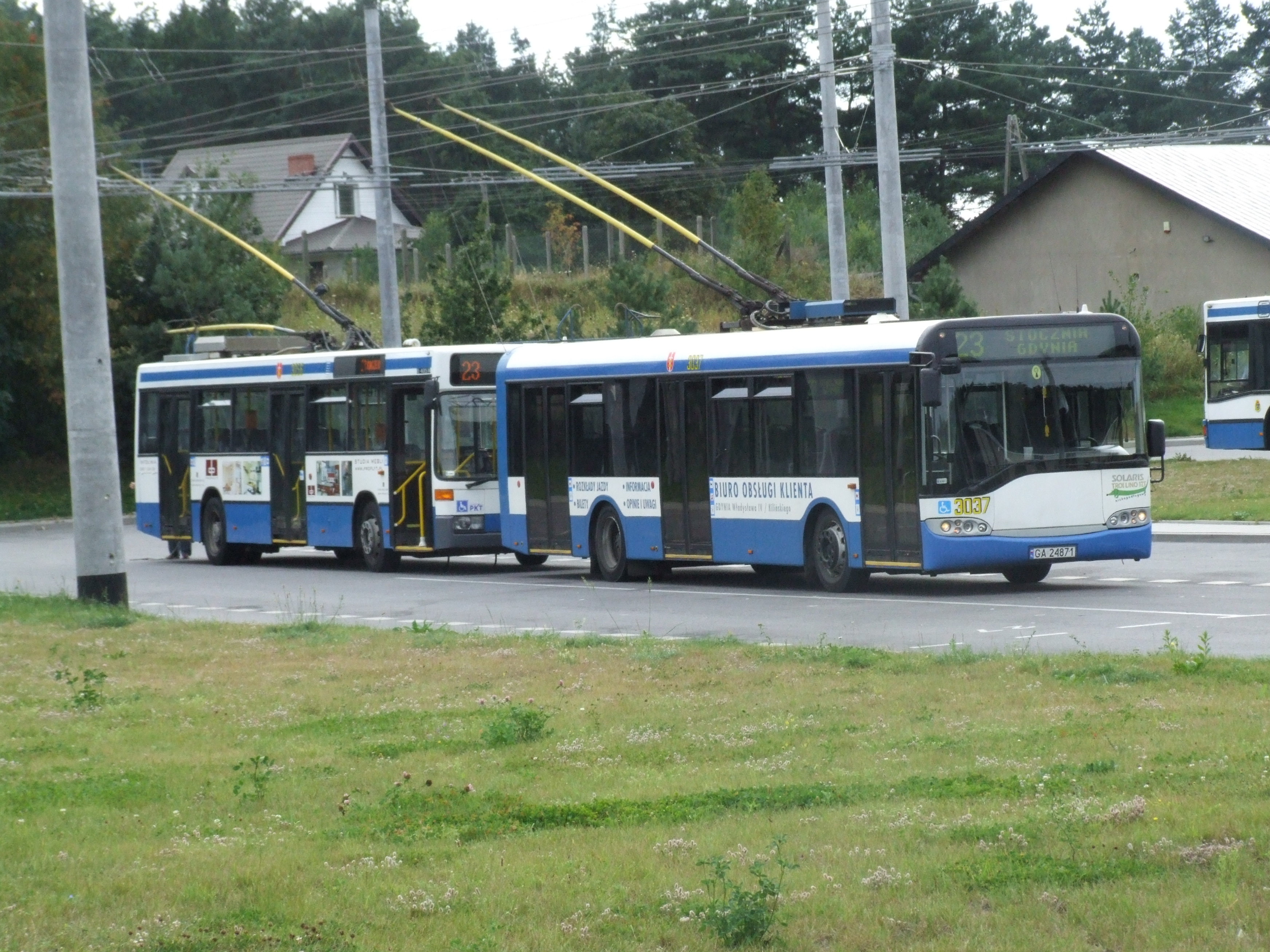
У Гдині, 2001
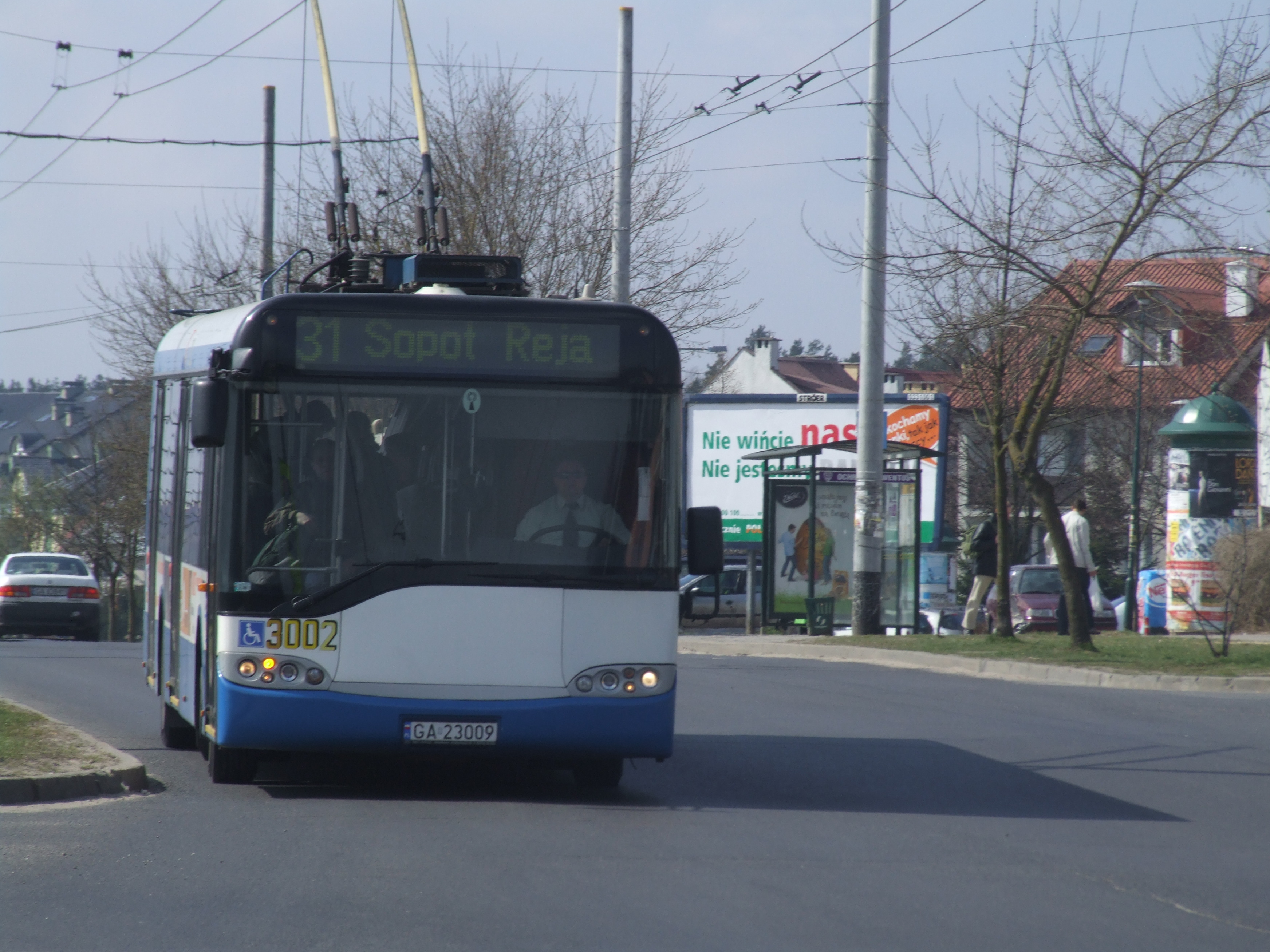
У Гдині, 2001
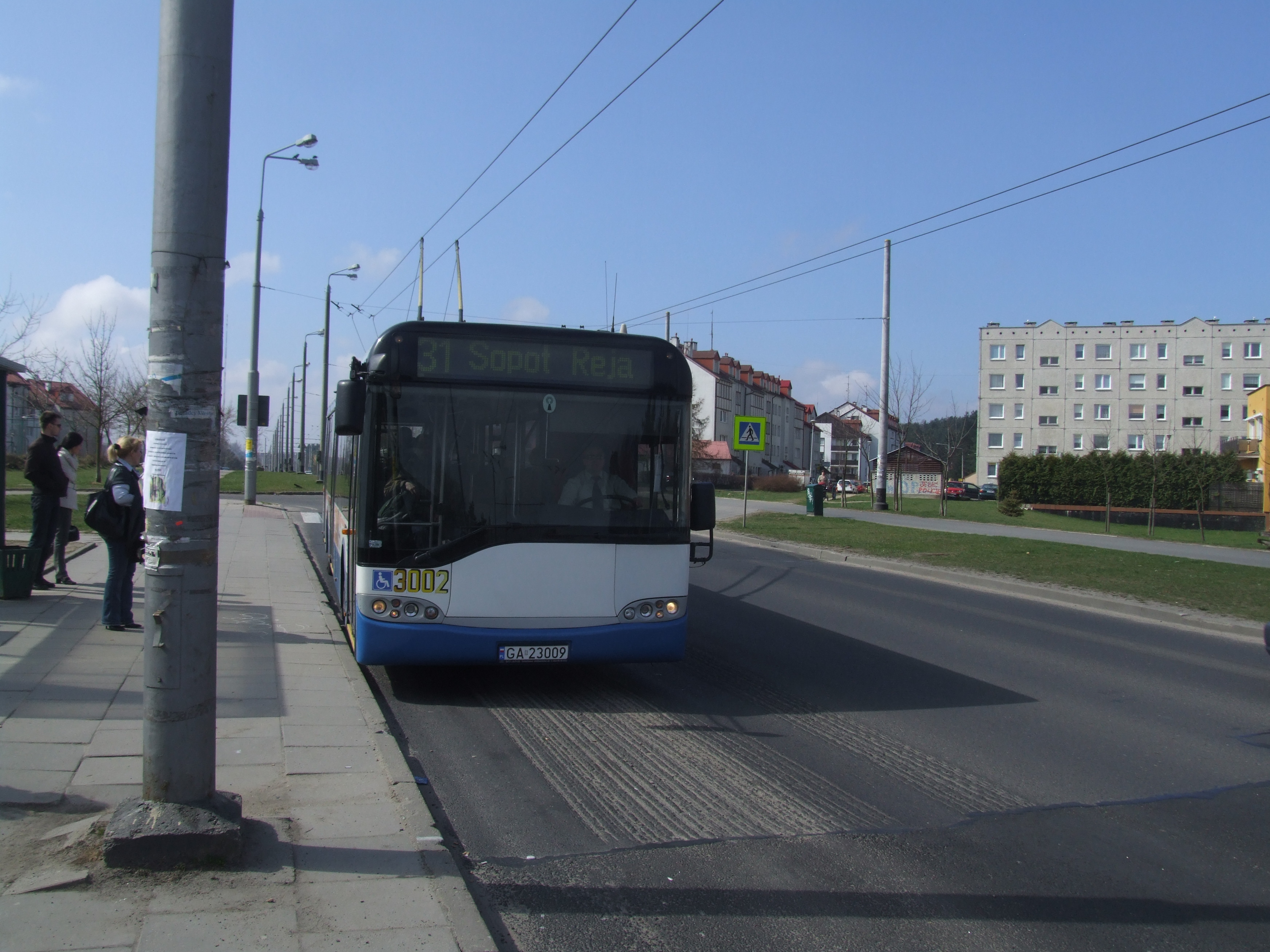
У Гдині, 2001

MK2

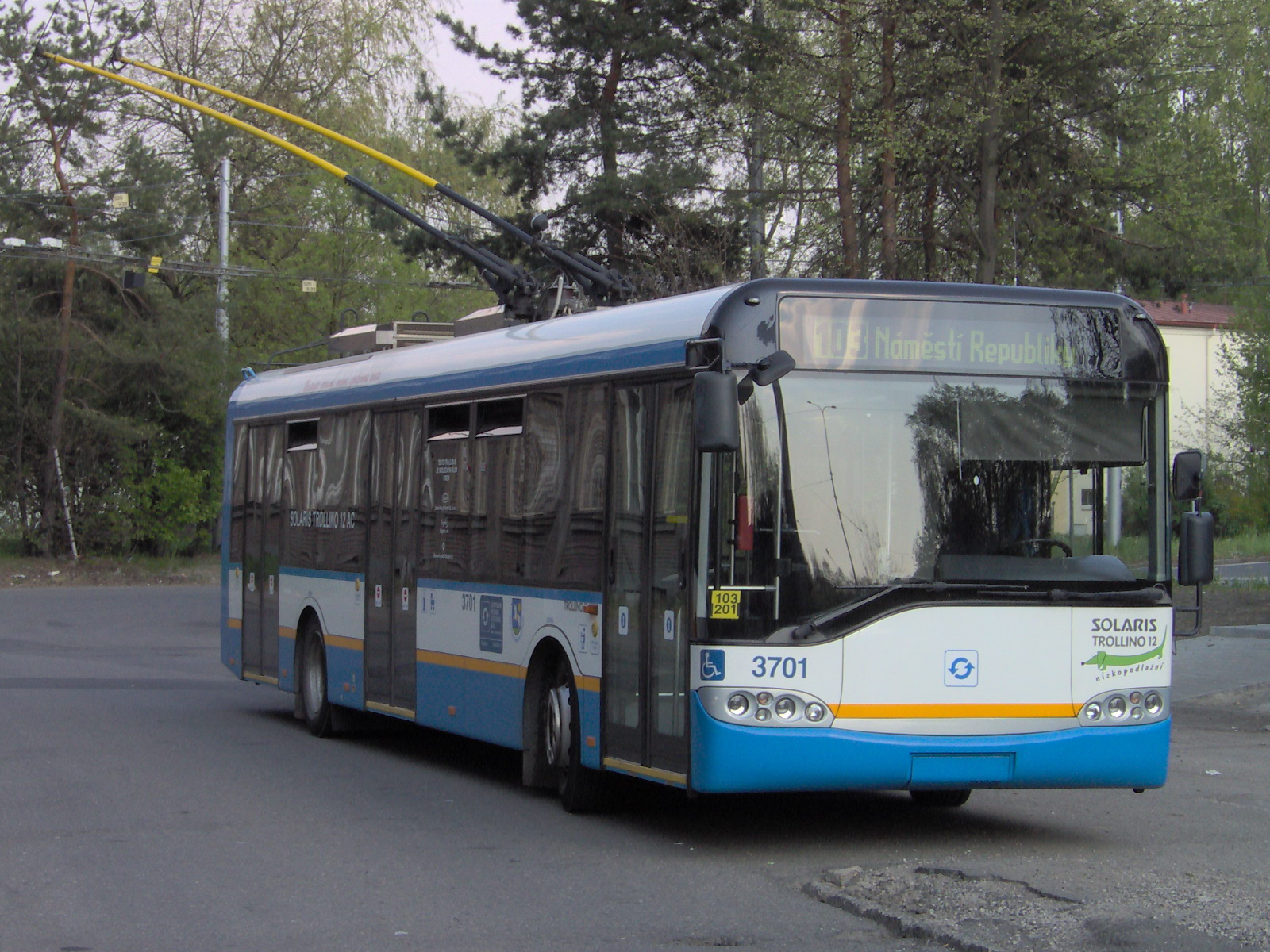
У Остраві, Чехія, 2002
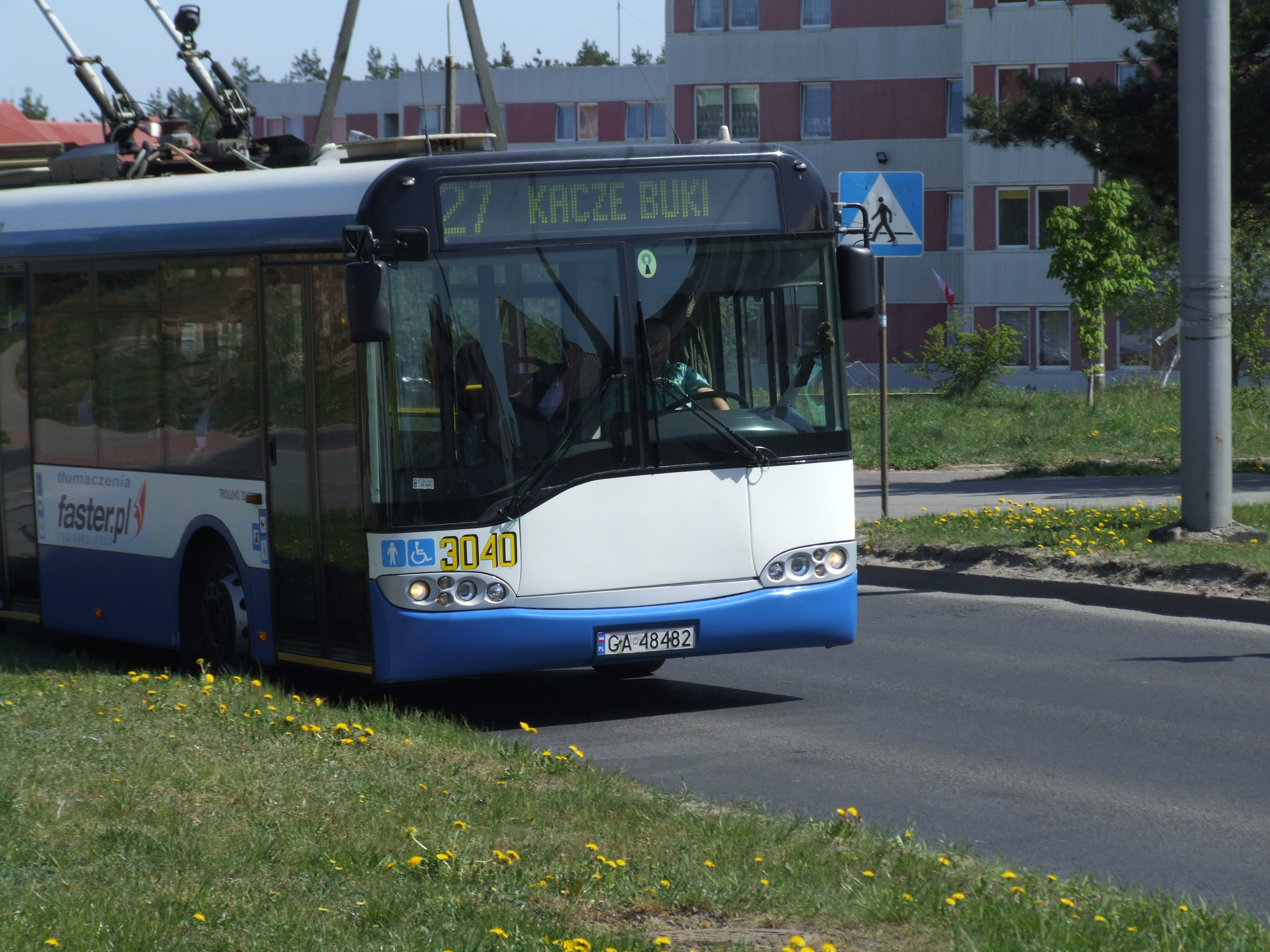
У Гдині, 2003
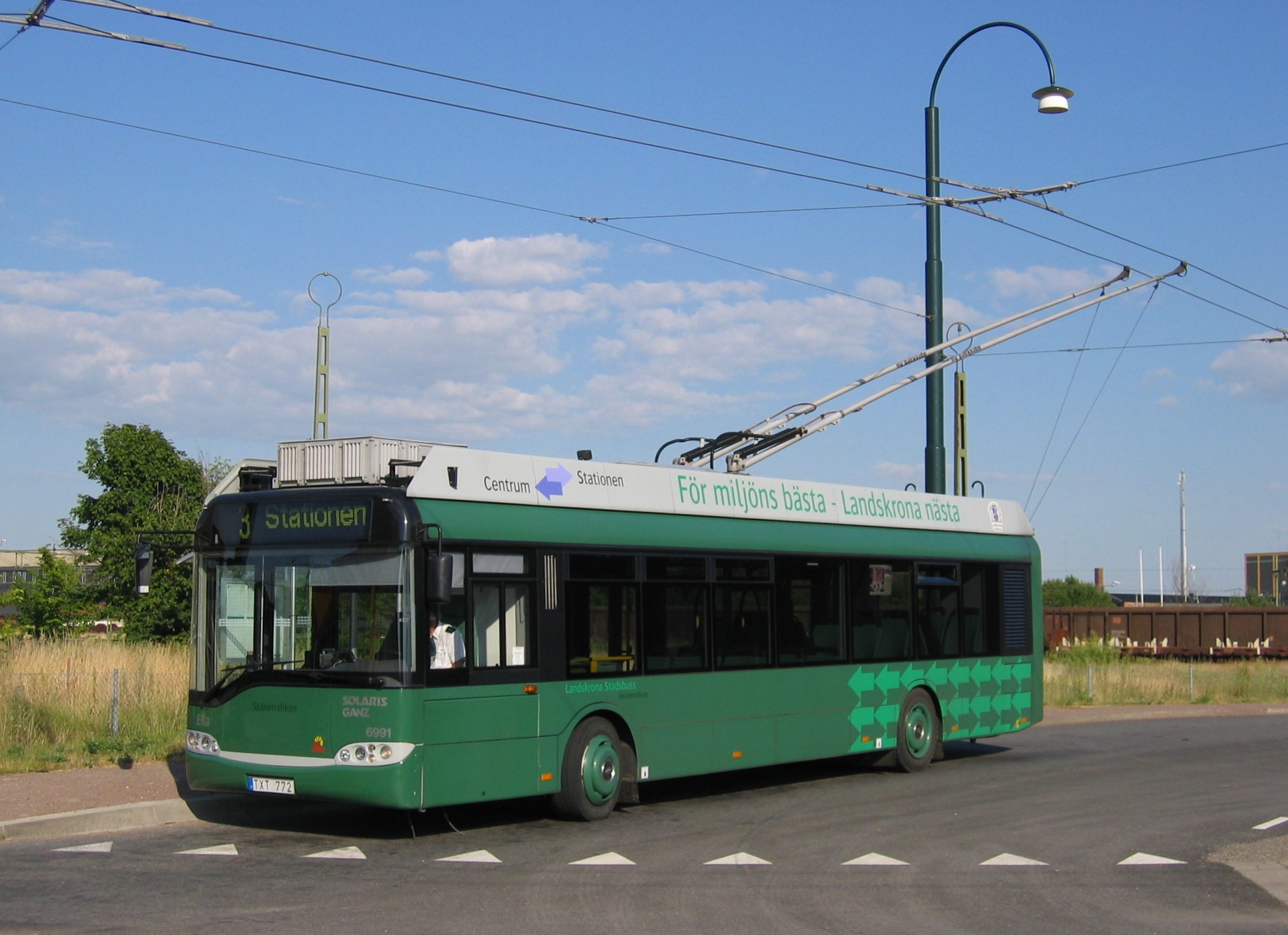
У Ландскроні (Швеція), 2003
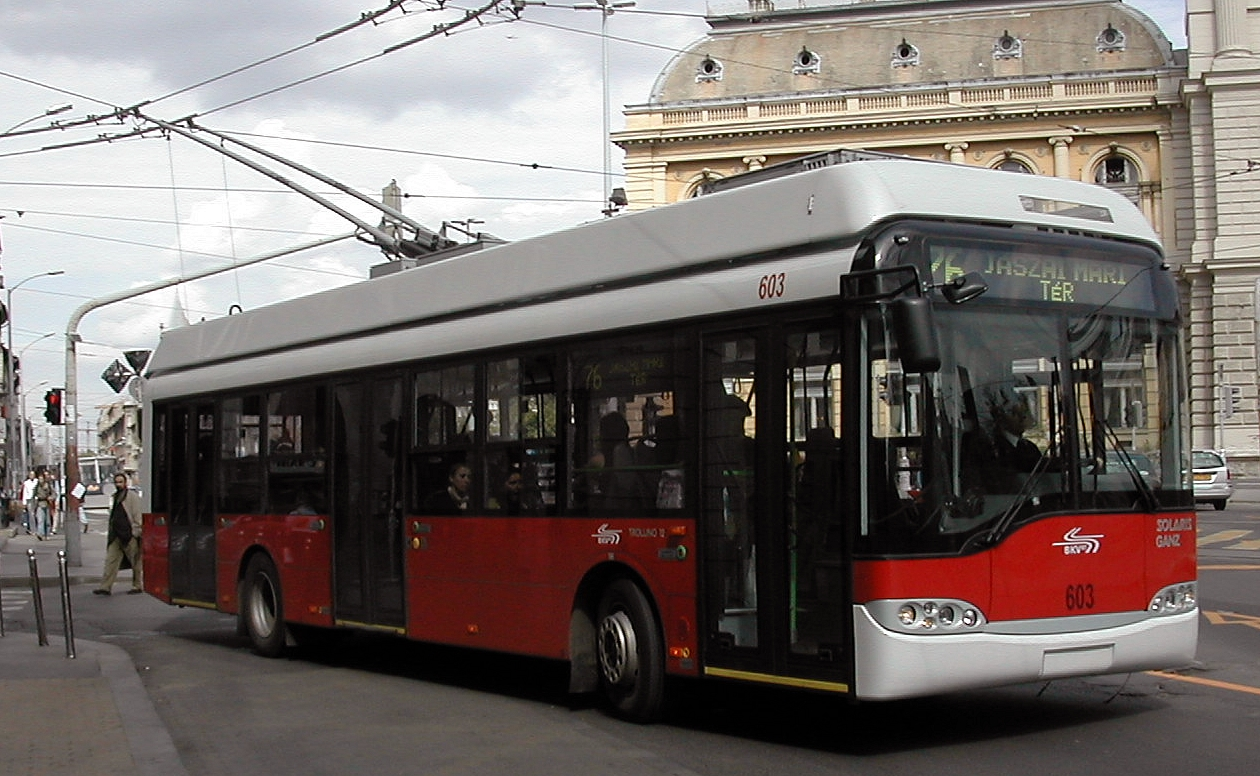
У Будапешті, Угорщина, на площі Hóssok Ter, 2005
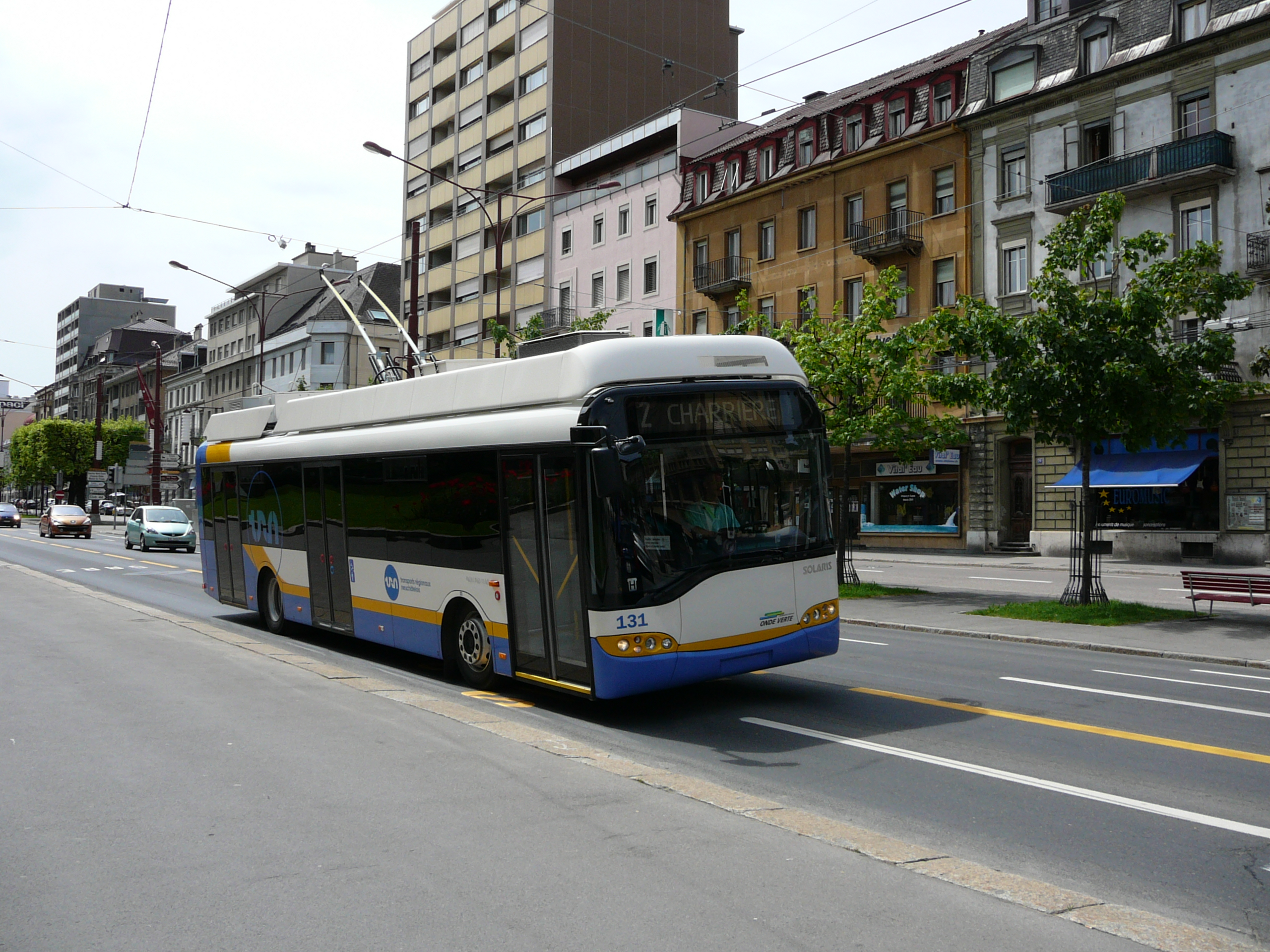
У Ле Шау де Фондс, Франція, 2005
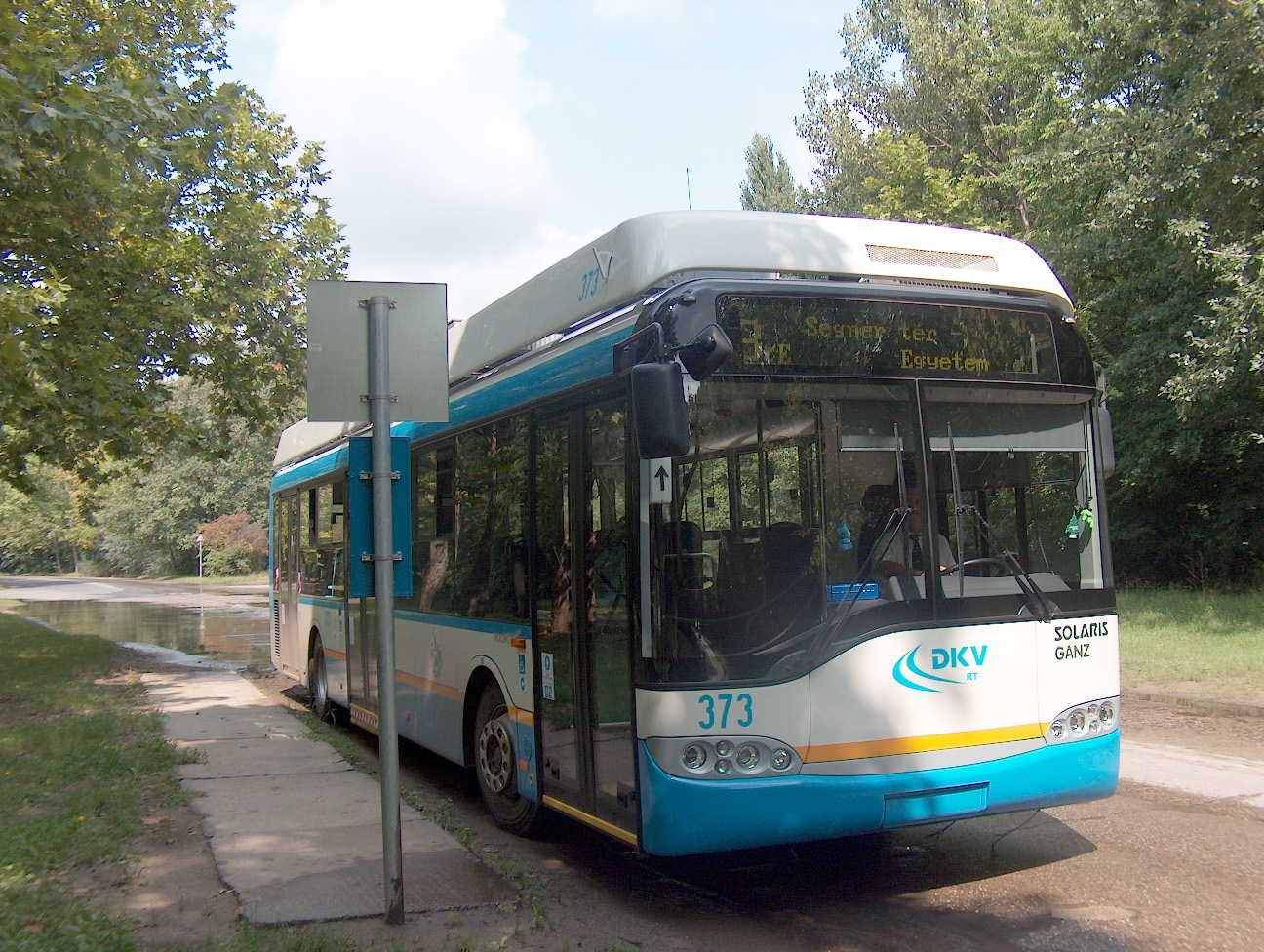
У Дебрецені, 2005
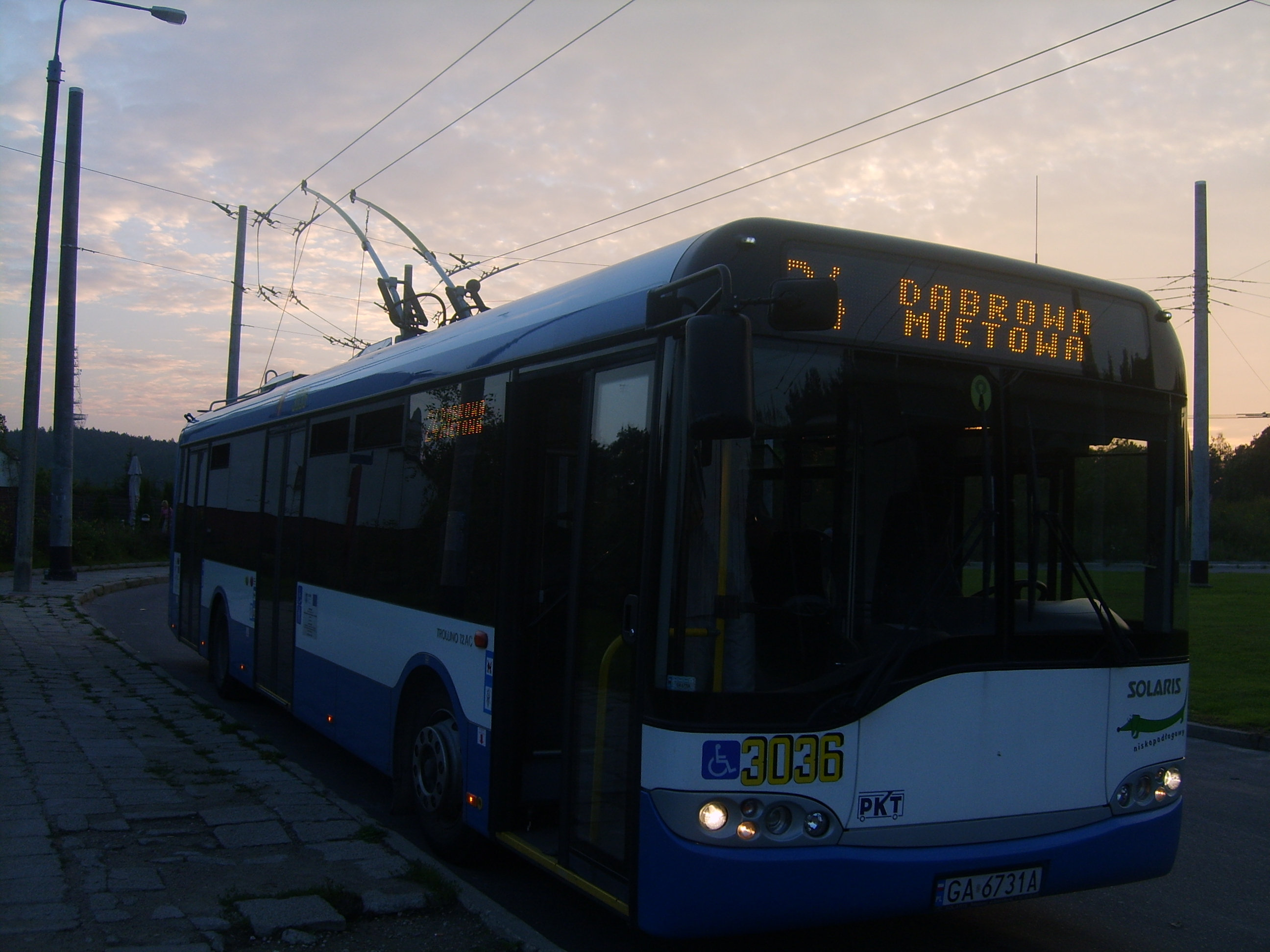
У Гдині, 2006
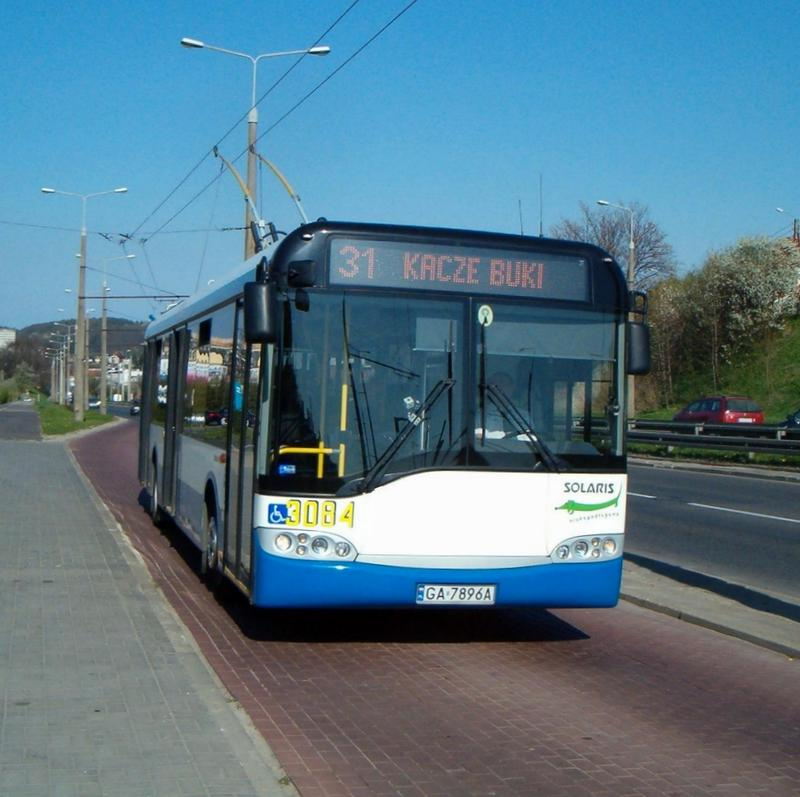
У Гдині, 2006
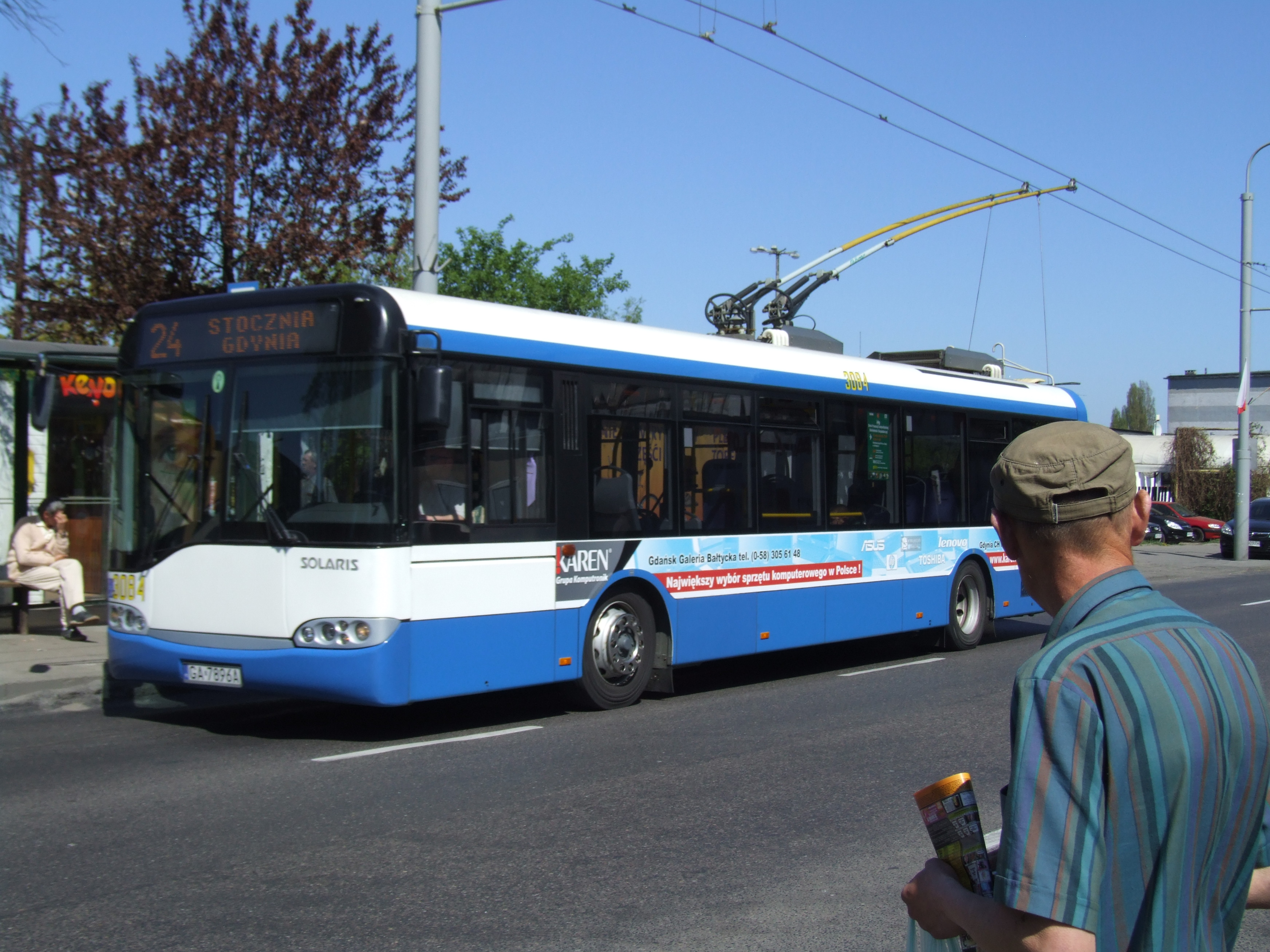
У Гдині, 2006
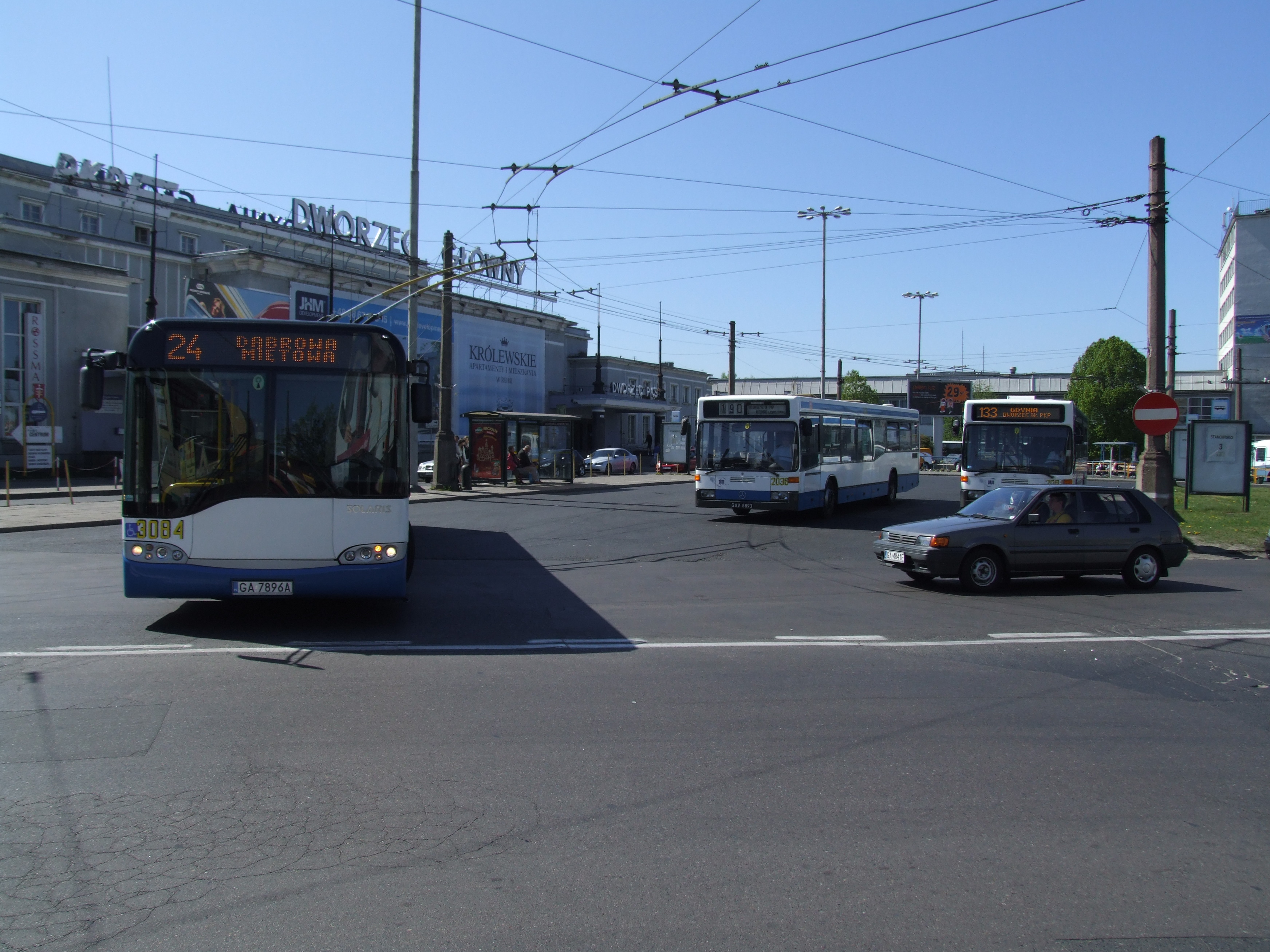
У Гдині, 2006
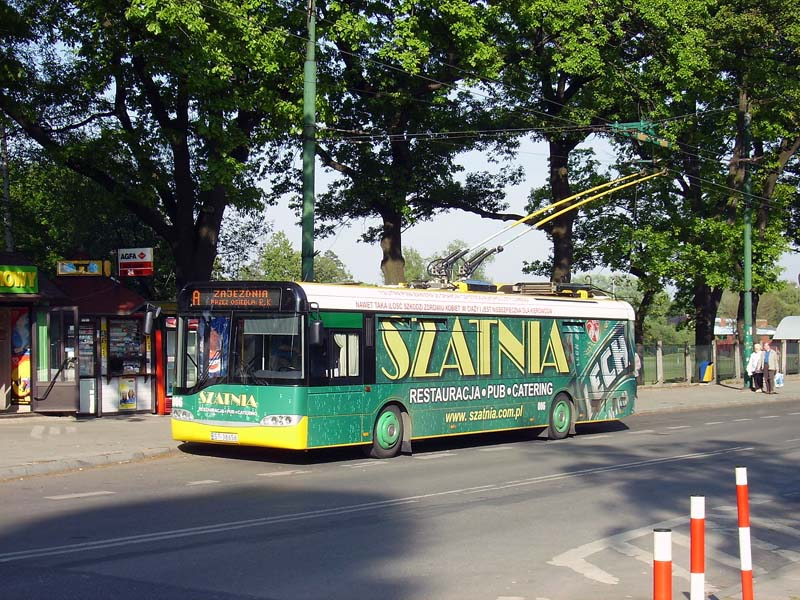
У Тичі, Польща, 2006
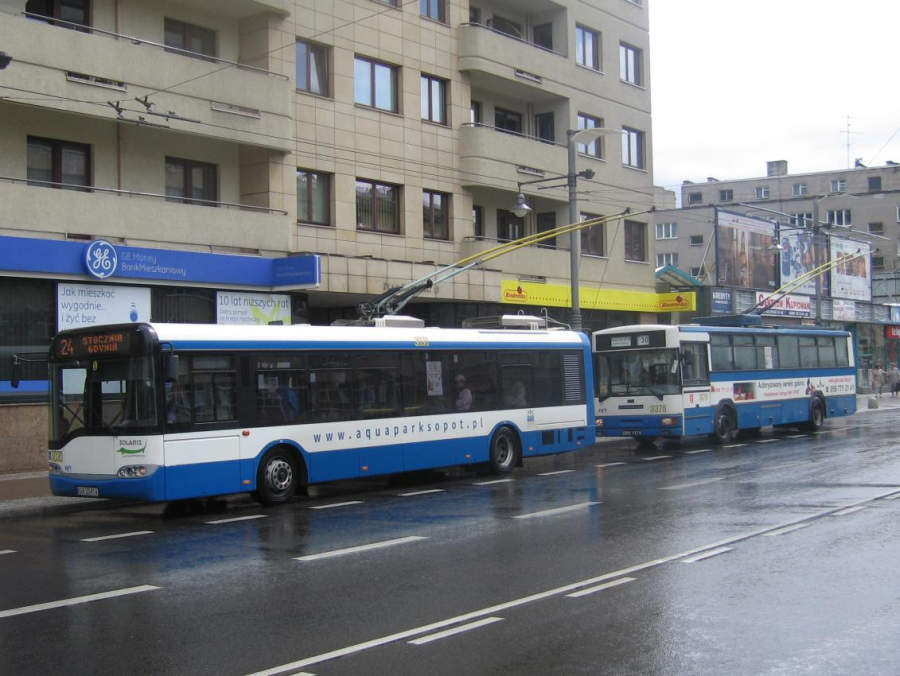
У Гдині

Mk3: вільні фотографії Mk3 стоять у описанні моделі та картці (позначені як Mk3)